# Библиография Кира Булычёва
Нижеследующая таблица содержит полную хронологическую библиографию Кира Булычева (за исключением стихов, научных работ и переводов) в порядке первой полной публикации. Колонка «ООРП» содержит информацию о том, в каком томе 18-томного собрания сочинений Булычева в серии «Отцы-основатели: Русское пространство» издательства «Эксмо» можно найти данное произведение.
Из научно-популяризаторских работ особо следует отметить «1185 год», изданную под его настоящим именем И. Можейко. Книга берёт традиционный учебник истории древних народов, срезает его поперёк на предмонгольской эпохе, и увлекательным и доходчивым слогом рассказывает о первой попытке глобализации на территории Евразии, о самых знаковых народах, находившихся на тот момент на пространстве Шёлкового пути от Камбоджи до Британии.

## 1960-е
| Произведение | Тип     | Год  | Цикл                        | ООРП | Примечания |
| --- | ------- | ---- | --------------------------- | ---- | --- |
| «Маунг Джо будет жить»                                                                                               | рассказ | 1961 |                             |      | Впервые напечатан в «Московском комсомольце» 19 марта (№ 56), стр. 4—5. Подписан: И. Можейко |
| «Девочка, с которой ничего не случится»                                                                              | повесть | 1965 | «Алиса»                     | 14   | Другое название — «Девочка, с которой ничего не случится (рассказы о жизни маленькой девочки в XXI веке, записанные её отцом)». Первая публикация (под названием «Девочка, с которой ничего не случится (рассказы о жизни маленькой девочки в XXI веке, записанные её отцом)») — в сборнике «Мир приключений 1965» (изд.: М., Детская литература). Отдельно публиковались главы «Я набираю номер» и «Об одном привидении» под названиями «Девочка, с которой ничего не случится» (1970), «Девочка, с которой ничего не случилось» (1995); рассказы «Об одном привидении» и «Пропавшие гости», совместно с главой «Кустики» из повести «Путешествие Алисы», под названием «Девочка с Земли» (1995). По главам повести выпущен диафильм «Девочка из XXI века» (1977), снят фильм-спектакль на польском языке (ТВ Польши, 1994). |
| «Повесть о помощнике препаратора с несколькими отступлениями, в прошлое и настоящее и путешествиями в дальние земли» | повесть | 1965 |                             |      | Напечатана под именем И. Можейко. Первая публикация: журнал «Вокруг света» № 1. |
| «Долг гостеприимства»                                                                                                | рассказ | 1965 |                             |      | Напечатан в журнале «Азия и Африка сегодня» № 7. — С. 43 — 46. Подписан именем якобы существующего бирманского автора Мауна Сейна Джи и якобы переведён с бирманского языка К. Булычевым. |
| «Королева кобр» | повесть | 1966 |                             |      | Впервые напечатана в журнале «Вокруг света», № 1 |
| «Две встречи в долине Мрохаун»                                                                                       | рассказ | 1966 |                             |      | Впервые напечатан в журнале «Искатель» № 4. Подписан именем якобы существующего бирманского автора Мауна Сейна Джи и якобы переведён с бирманского языка К. Булычевым. |
| «Когда вымерли динозавры?»                                                                                           | рассказ | 1967 |                             | 11   | Впервые напечатан в журнале «Искатель» № 2. |
| «Неоспоримое доказательство»                                                                                         | рассказ | 1967 |                             |      | Другое название — «Неоспоримото доказательство» (болг.). Написан под именем Игоря Можейко в 1967 г. в Болгарии, вышел в переводе Ц. Христова в журнале «Космос». Русский текст рассказа не сохранился. Позже на тот же сюжет Булычев написал первый гуслярский рассказ «Связи личного характера» (а не переведён настоящий рассказ, как утверждает авторский апокриф). |
| «Так начинаются наводнения»                                                                                          | рассказ | 1967 |                             | 11   | Другие названия: «Мир странный, но добрый», «Как начинаются наводнения». Первая публикация (под названием «Так начинаются наводнения») — в журнале «Знание — сила» № 9. |
| «Гуси-лебеди» | рассказ | 1967 | «Сказки»                    | 11   | Первая публикация — в антологии «Мир приключений. Альманах 13» (изд.: М., Детская литература). |
| «Принцесса на горошине»                                                                                              | рассказ | 1967 | «Сказки»                    | 11   | Первая публикация — в антологии «Мир приключений. Альманах 13». Другое название — «Посол на горошине». Является фрагментом романа «Последняя война» |
| «Репка» | рассказ | 1967 | «Сказки»                    | 11   | Первая публикация — в антологии «Мир приключений. Альманах 13» |
| «Сестрица Алёнушка и братец Иванушка»                                                                                | рассказ | 1967 | «Сказки»                    | 11   | Первая публикация — в антологии «Мир приключений. Альманах 13». Другое название — «Алёна и Иван». Является фрагментом романа «Последняя война» |
| «Синяя борода» | рассказ | 1967 | «Сказки»                    | 11   | Первая публикация — в антологии «Мир приключений. Альманах 13». Фрагмент романа «Последняя война» |
| «Теремок» | рассказ | 1967 | «Сказки»                    | 11   | Первая публикация — в антологии «Мир приключений. Альманах 13» |
| «Меч генерала Бандулы»                                                                                               | повесть | 1968 |                             | 10   | Познавательно-приключенческая повесть, действие которой происходит в Бирме. Первая публикация — авторская книга (изд.: М., Детская литература). Написана в 1966. Подписана: Кирилл Булычев. |
| «Ржавый фельдмаршал»                                                                                                 | повесть | 1968 | «Алиса»                     | 14   | Другие названия: «Остров ржавого генерала», «Остров ржавого лейтенанта». Первая публикация — в сборнике «Мир приключений 14» (изд.: М., Детская литература). Существуют два варианта повести. 1-й вариант публиковался под названием «Остров ржавого лейтенанта» (1968 г. и далее) и «Остров ржавого генерала» (1994 г.). 2-й вариант публиковался под названием «Ржавый фельдмаршал» (1991 г. и далее). Во 2-й вариант включён в качестве первой главы рассказ «Новости будущего века», который ранее и одновременно со 2-м вариантом публиковался отдельно (1988 г. и далее). 1-й и 2-й варианты всегда публиковались без существенных изменений. Снят т/ф (фильм-спектакль) «Миллион приключений. Остров ржавого генерала» (автор сценария — Кир Булычев. Творческое объединение «Экран», 1988).                           |
| «Поломка на линии»                                                                                                   | рассказ | 1968 |                             | 11   | Первая публикация — в журнале «Знание — сила» № 4. |
| «Хоккей Толи Гусева»                                                                                                 | рассказ | 1968 | «Павлыш»                    | 11   | Другое название — «Хоккеисты». Первая публикация (под названием «Хоккеисты» — в антологии «Фантастика, 1967» (изд.: М., Молодая гвардия). |
| «Последняя война» | роман   | 1970 | «Павлыш»                    | 1    | Первая публикация — авторская книга (изд.: М., Детская литература (Москва)). Написан в 1968. Отдельно опубликован фрагмент под названием «Каков ты, собрат по разуму?» (1976). Изначально в приложение к роману под названием «Альманах „Удивительный космос“» входили несколько рассказов из цикла «Сказки»: «Принцесса на горошине» (под названием «Посол на горошине»), «Сестрица Алёнушка и братец Иванушка» (под названием «Алёна и Иван») и «Синяя Борода» — в качестве конкурсных произведений, написанных одним из героев романа (1970, 1991). В дальнейшем (1993 г. и далее) роман публиковался без существенных изменений, но без приложения «Альманах „Удивительный космос“». |
| «Братья в опасности!»                                                                                                | рассказ | 1970 | «Гусляр» / «Письма Ложкина» | 13   | Другое название — «Грецкий орех». [Первое] письмо в редакцию. Подпись: Ложкин Н. В. Впервые напечатан в журнале «Знание-сила» № 12. |
| «Кладезь мудрости»                                                                                                   | рассказ | 1970 | «Гусляр»                    | 12   | Первая публикация: журнал «Знание — сила» № 9. Снят м/ф (автор сценария — Кир Булычев. Самарателефильм, Ростелефильм, Союзтелефильм, 1991). |
| «Поделись со мной…»                                                                                                  | рассказ | 1970 |                             | 11   | Первая публикация: журнал «Знание — сила» № 2. Всегда публиковался один вариант текста без существенных изменений. Исключением является публикация в сборнике «Гость из страны фантастики», адаптированном для изучающих русский язык, где рассказ был опубликован в сокращённом виде (1981). |
| «Связи личного характера»                                                                                            | рассказ | 1970 | «Гусляр»                    | 12   | Первая публикация на русском — в антологии «Фантастика. 1969—1970». Написан в 1967 по мотивам рассказа «Неоспоримое доказательство». Является первым рассказом гуслярского цикла. Как утверждает авторский апокриф, первый вариант рассказа написан и впервые опубликован в Болгарии на болгарском языке в 1967, а в 1969 переведён автором на русский язык с болгарского издания. На самом деле рассказ «Неоспоримое доказательство» просто был написан на тот же сюжет, и никакого Великого Гусляра в нём нет. |
| «Я вас первым обнаружил!»                                                                                            | рассказ | 1970 |                             | 11   | Первая публикация: журнал «Вокруг света» № 7. |

## 1970-е
| Произведение                             | Тип              | Год  | Цикл                        | ООРП | Примечания |
| ---------------------------------------- | ---------------- | ---- | --------------------------- | ---- | --- |
| «Марсианское зелье»                      | повесть          | 1971 | «Гусляр»                    | 12   | Написана в 1969 г. (1-й вариант) и в 1976 г. (2-й вариант). Первая публикация — в антологии «Мир приключений. 1971» (изд.: М., Детская литература). Первоначальное название — «Рыцари на перекрёстке». Экранизации: х/ф «Шанс» («Мосфильм», 1984). |
| «Выбор»                                  | рассказ          | 1971 | «Театр теней»               | 11   | Первая публикация — в антологии «Фантастика-71» (изд.: М., Молодая гвардия). Всегда публиковался один вариант без существенных изменений. Рассказ в переработанном виде вошёл в первую главу романа «Вид на битву с высоты» (1998). Опубликован комикс под названием «Выбор» (1987). |
| «Великий дух и беглецы»                  | повесть          | 1972 | «Павлыш»                    | 1    | Первая публикация — в антологии «НФ: Сборник научной фантастики. Выпуск 11» (изд.: М., Знание). Отдельно опубликована первая глава «Избушка». |
| «Вступление»                             | рассказ          | 1972 | «Гусляр»                    | 12   | Вводный рассказ к «гуслярским» циклам. Публиковался без названия в составе авторского предисловия к сборникам рассказов. Первая публикация — в авторском сборнике «Чудеса в Гусляре» (изд.: М., Молодая гвардия). |
| «Избушка»                                | рассказ          | 1972 | «Павлыш»                    | 1    | Первая глава повести «Великий дух и беглецы». Впервые рассказ опубликован в сборнике «Чудеса в Гусляре». |
| «Как его узнать?»                        | рассказ          | 1972 | «Гусляр»                    | 12   | Первая публикация — в авторском сборнике «Чудеса в Гусляре». |
| «Коралловый замок»                       | рассказ          | 1972 |                             | 11   | Другое название — «Вымогатель». Первая публикация (под названием «Вымогатель») — в антологии «Фантастика-72» (изд.: М., Молодая гвардия). |
| «Монументы Марса»                        | рассказ          | 1972 |                             | 11   | Другое название — «Монументы Марса (Из путеводителя)». Первая публикация (под названием «Монументы Марса») — в журнале «Юный техник» № 11. |
| «Надо помочь»                            | рассказ          | 1972 | «Гусляр»                    | 12   | Написан в 1968. Первая публикация — в авторском сборнике «Чудеса в Гусляре». |
| «Освящение храма Ананда»                 | рассказ          | 1972 |                             | 11   | Первая публикация — в авторском сборнике «Чудеса в Гусляре». |
| «Ответное чувство»                       | рассказ          | 1972 | «Гусляр»                    | 12   | Написан в 1970. Первая публикация — в сборнике «Чудеса в Гусляре». |
| «Поступили в продажу золотые рыбки»      | рассказ          | 1972 | «Гусляр»                    | 12   | Написан в 1969. Первая публикация — в сборнике «Чудеса в Гусляре». Экранизации: в 1981 снят короткометражный фильм (авторы сценария: Кир Булычев, Александр Майоров; киностудия «Мосфильм», экспериментальное творческое объединение «Дебют»), в 1983 — «Полоса везения» (киноальманах «Молодость», выпуск 5-й, режиссёры: Евгений Герасимов, Александр Майоров, Семён Морозов). |
| «Пустой дом»                             | рассказ          | 1972 | «Павлыш»                    | 11   | Первая публикация — в авторском сборнике «Чудеса в Гусляре». |
| «Разум в плену»                          | рассказ          | 1972 | «Гусляр»                    | 12   | Первая публикация — в авторском сборнике «Чудеса в Гусляре». |
| «Такан для детей Земли»                  | рассказ          | 1972 | «Гусляр»                    | 11   | Первая публикация — в авторском сборнике «Чудеса в Гусляре». |
| «Половина жизни»                         | повесть          | 1973 | «Павлыш»                    | 1    | Первая публикация — в журнале «Знание — сила» № 7. |
| «Умение кидать мяч»                      | повесть          | 1973 |                             | 3    | Первая публикация — в антологии «Мир приключений. 1973 (2)» (изд.: М., Детская литература). Экранизации: х/ф «Бросок, или Всё началось в субботу» («Казахфильм», 1976 год) и «6 дней Скрузя» (Польша), по повести и рассказу «Летнее утро» снят фильм-спектакль (автор сценария — Кир Булычев, Главная редакция программ для детей и юношества ЦТ, 1988). |
| «Агент царя»                             | рассказ          | 1973 | «Гусляр» / «Письма Ложкина» | 13   | [Второе] письмо в редакцию. Подпись: Николай Ложкин. Первая публикация (в журнале «Знание — сила» № 10) без названия, далее — под своим основным названием. |
| «Корона профессора Козарина»             | рассказ          | 1973 |                             | 11   | Первая публикация: журнал «Смена» № 19. |
| «Можно попросить Нину?»                  | рассказ          | 1973 |                             | 11   | Другое название — «Телефонный разговор». Первая публикация (под названием «Можно попросить Нину?») — в журнале «Смена» № 3. Экранизации: «Что-то с телефоном» (1979, режиссёр Константин Осин), «Дорогой Вадим Николаевич» (2014, режиссёр Владимир Уфимцев), «Временная связь» (2020, реж. Дмитрий Аболмасов, действие перенесено в настоящее время). |
| «Снегурочка»                             | рассказ          | 1973 | «Павлыш»                    | 11   | Первая публикация — в журнале «Знание — сила» № 2. Экранизация: телеспектакль «Этот фантастический мир. Выпуск 4» (1981, режиссёр Тамара Павлюченко). |
| «День рождения Алисы»                    | повесть          | 1974 | «Алиса»                     | 14   | Первая публикация — в сборнике «Девочка с Земли» (изд.: М., Детская литература). Экранизация: «День рождения Алисы» (2009). |
| «Путешествие Алисы»                      | повесть          | 1974 | «Алиса»                     | 14   | Другие названия: «Алиса и три капитана», «Тайна третьей планеты». Первая публикация (под названием «Путешествие Алисы») — в авторском сборнике «Девочка с Земли». Отдельно публиковалась шестая глава «Кустики» совместно с главами «Об одном привидении» и «Пропавшие гости» из повести «Девочка, с которой ничего не случится» под названием «Девочка с Земли». Экранизации: м/ф «Тайна третьей планеты» (автор сценария Кир Булычев, «Союзмультфильм», 1981), фильм-спектакль на чешском языке «Загадка трёх капитанов» (Чешское телевидение, Прага, 1991). По главам из повести выпущен диафильм «Новые приключения Алисы из XXI века» (1978). Есть комикс-версия под названием «Тайна Синей чайки». |
| «Две капли на стакан вина»               | рассказ          | 1974 | «Гусляр»                    | 12   | Первая публикация: журнал «Знание — сила» № 5. Написан в 1973. Первый напечатанный рассказ, в котором упоминается Лев Христофорович Минц. |
| «Диалог об Атлантиде»                    | рассказ          | 1974 |                             | 11   | Другое название — «Разговор об Атлантиде». Первая публикация (под названием «Диалог об Атлантиде») — в журнале «Знание — сила» № 3. |
| «Международный день борьбы с суевериями» | рассказ          | 1974 | «Гусляр» / «Письма Ложкина» |      | Первая публикация — в журнале «Знание — сила» № 7. [Пятое] письмо в редакцию. Написан в 1973. Подпись: Николай Ложкин. |
| «О некрасивом биоформе»                  | рассказ          | 1974 | «Павлыш»                    | 1    | Первая публикация (в журнале «Химия и жизнь» № 7) — в сокращении, затем полный вариант без существенных изменений. Также публиковался в составе повести «Белое платье Золушки» в качестве первой главы под своим названием. |
| «Первый слой памяти»                     | рассказ          | 1974 |                             | 11   | Первая публикация: журнал «Смена» № 18. |
| «Сказка о репе»                          | рассказ          | 1974 |                             | 11   | Другое название — «Сказка про репку». Первая публикация (под названием «Сказка про репку» в журнале «Химия и жизнь» № 7) — в сокращении, далее — полный вариант без существенных изменений. |
| «Средство от давления»                   | рассказ          | 1974 | «Гусляр»                    | 13   | Первая публикация: журнал «Памир» № 4 (Душанбе). |
| «Уважаемая редакция»                     | рассказ          | 1974 | «Гусляр» / «Письма Ложкина» | 13   | Другое название — «Кирпичный завод». [Четвёртое] письмо в редакцию. Подпись: Николай Ложкин. Показания Ложкина подтверждаю: Корней Удалов. Дополнение «От редакции», прилагается письмо от изобретателя, Г. К. Заварухина. Первая публикация (в журнале «Знание — сила» № 4) — под названием «Письмо в редакцию», далее — под своим основным названием. |
| «Хронофаги»                              | рассказ          | 1974 | «Гусляр» / «Письма Ложкина» | 13   | [Шестое] письмо в редакцию. Подпись: Николай Ложкин. Первая публикация (в журнале «Знание — сила» № 8) без названия, далее — под своим основным названием. |
| «Эдисон и Грубин»                        | рассказ          | 1974 | «Гусляр» / «Письма Ложкина» | 13   | [Третье] письмо в редакцию. Написан в 1973. Подпись: Николай Ложкин. Первая публикация (в журнале «Знание — сила» № 2) без названия, далее — под своим основным названием. |
| «Закон для дракона»                      | повесть          | 1975 | «Павлыш»                    | 1    | Впервые опубликована в журнале «Знание — сила» № 10-12. |
| «Богатый старик»                         | рассказ          | 1975 |                             | 11   | Первая публикация — в антологии «Мир приключений. 1975» (изд.: М., Детская литература). |
| «Если бы не Михаил…»                     | рассказ          | 1975 |                             | 11   | Первая публикация — в авторском сборнике «Люди как люди» (изд.: М., Молодая гвардия). |
| «Любимый ученик факира»                  | рассказ          | 1975 | «Гусляр»                    | 12   | Первая публикация: журнал «Химия и жизнь» № 10. |
| «По примеру Бомбара»                     | рассказ          | 1975 | «Гусляр»                    | 12   | Первая публикация: журнал «Знание — сила» № 6. Единственный приснившийся автору рассказ «относительно к себе самому и вполне натурально». В некоторых изданиях идёт с подзаголовком «Сказка», хотя таковой не является. |
| «Протест»                                | рассказ          | 1975 | «Ким Петров»                | 11   | Написан в 1972. Первая публикация — в сборнике «Люди как люди». |
| «Садовник в ссылке»                      | рассказ          | 1975 | «Павлыш»                    | 11   | Впервые опубликован в журнале «Химия и жизнь» № 1. Фрагмент рассказа в переработанном виде вошёл в 3-ю главу «Проект-18» повести «Белое платье Золушки». |
| «Терпение и труд»                        | рассказ          | 1975 |                             | 11   | Первая публикация — в сборнике «Люди как люди». |
| «Трудный ребёнок»                        | рассказ          | 1975 |                             | 11   | Первая публикация — в сборнике «Люди как люди». |
| «Журавль в руках»                        | повесть          | 1976 |                             | 3    | Первая публикация: журнал «Химия и жизнь» № 3-6. Написан в 1975. |
| «Заграничная принцесса»                  | повесть          | 1976 | «Алиса»                     | 15   | Первая публикация — в газете «Пионерская правда». Является второй частью повести «Миллион приключений». |
| «Богомольцы должны трудиться!»           | рассказ          | 1976 | «Гусляр»                    |      | Написан в 1976; подпись: Лев Христофорович Минц. Первая публикация: журнал «Химия и жизнь» № 11. |
| «Воспитание Гаврилова»                   | рассказ          | 1976 | «Гусляр»                    | 13   | Написан в 1975 (1-й вариант) и в 1987 (2-й вариант). Первая публикация — в журнале «Юный техник» (№ 4 за 1976 г.), второй вариант — в 1987 в журнале «Изобретатель и рационализатор» № 6. |
| «Нужна свободная планета»                | повесть          | 1977 | «Гусляр»                    | 12   | Написана в 1973. Первая публикация — в антологии «Мир приключений. 1977» (изд.: М., Детская литература). В 1992 г. ошибочно опубликована как «Прискорбный скиталец» по названию первой главы. |
| «Градусник чувств»                       | рассказ          | 1977 | «Гусляр»                    | 12   | Первая публикация: журнал «Знание — сила» № 5. |
| «Другая поляна»                          | рассказ          | 1977 |                             | 11   | Первая публикация: журнал «Смена» № 2. |
| «Когда Чапаев не утонул»                 | рассказ          | 1977 | «Гусляр»                    | 12   | Первая публикация: журнал «Отчизна» № 5. |
| «Летнее утро»                            | рассказ          | 1977 |                             | 11   | Первая публикация — в журнале «Отчизна» № 8. По рассказу «Летнее утро» и повести «Умение кидать мяч» снят фильм-спектакль «Этот фантастический мир. Выпуск 14: Умение кидать мяч» (сценарист: Кир Булычев, режиссёр: Виктор Спиридонов. Главная редакция программ для детей и юношества ЦТ, 1988). |
| «Мутант»                                 | рассказ          | 1977 |                             | 11   | Первая публикация: журнал «Знание — сила» № 5. |
| «О любви к бессловесным тварям»          | рассказ          | 1977 | «Гусляр»                    | 12   | Первая публикация: журнал «Химия и жизнь» № 12. Автор не навязывает читателю своего мнения, но данный рассказ, равно как рассказы «Ретрогенетика» и «Не гневи колдуна!», является одним из самых любимых им в Гуслярском цикле. |
| «Паровоз для царя»                       | рассказ          | 1977 | «Гусляр»                    | 12   | Первая публикация: журнал «Знание — сила» № 2. По рассказу снят мультфильм «Чудеса в Гусляре» (автор сценария — Кир Булычев. Самарателефильм, Ростелефильм, Союзтелефильм, 1991). |
| «Ретрогенетика»                          | рассказ          | 1977 | «Гусляр»                    | 12   | Первая публикация: журнал «Химия и жизнь» № 1. Автор не навязывает читателю своего мнения, но данный рассказ — один из его самых любимых в Гуслярском цикле. |
| «Сто лет тому вперёд»                    | повесть          | 1978 | «Алиса»                     | 14   | Написана в 1975. Другие названия: «Гостья из будущего», «Алиса в прошлом». Первая публикация — авторская книга (изд.: М., Детская литература, 1978). Экранизация: т/ф «Гостья из будущего» (авторы сценария: Кир Булычев, Павел Арсенов, Центральная киностудия детских и юношеских фильмов имени М. Горького, Гостелерадио СССР, 1984). По первой части «Гость из прошлого» выпущен диафильм под названием «100 лет тому вперёд. Коля в будущем» (1982). |
| «Берегись колдуна!»                      | рассказ          | 1978 | «Гусляр»                    | 13   | Другое название — «Не гневи колдуна!» Первая публикация: журнал «Химия и жизнь» № 6. Автор не навязывает читателю своего мнения, но данный рассказ — один из его самых любимых в Гуслярском цикле. Иногда рассказу предшествовало авторское предисловие (1990, 1991). |
| «Глаз»                                   | рассказ          | 1978 |                             | 11   | Первая публикация — в журнале «Химия и жизнь» № 2. |
| «Гусляр — Неаполь»                       | рассказ          | 1978 | «Гусляр»                    | 13   | Первая публикация: журнал «Уральский следопыт» № 8 (Свердловск). |
| «Космический десант»                     | рассказ          | 1978 | «Гусляр»                    | 12   | Первая публикация: журнал «Отчизна» № 1. |
| «Недостойный богатырь»                   | рассказ          | 1978 | «Гусляр»                    | 12   | Первая публикация — в антологии «Мир приключений. 1978» (изд.: М., Детская литература). По рассказу снят т/ф «Поляна сказок» (автор сценария: Кир Булычев, режиссёры: Леонид Горовец и Николай Засеев-Руденко. Киностудия имени А. Довженко, 1988). |
| «Письма разных лет»                      | рассказ          | 1978 | «Институт экспертизы»       | 11   | Первая публикация: журнал «Химия и жизнь» № 9. Написан в 1977. |
| «Сны Максима Удалова»                    | рассказ          | 1978 | «Гусляр»                    | 12   | Первая публикация: журнал «Знание — сила» № 5. |
| «Звездолёт в лесу»                       | повесть          | 1979 |                             | 10   | Первая публикация (под названием «Звездолёт на Вяте») — переработанный и сокращённый вариант повести, печатавшийся в газете «Пионерская правда» в соавторстве с читателями. В дальнейшем публиковалась без существенных изменений. |
| «Похищение чародея»                      | повесть          | 1979 |                             | 3    | Написана в 1978. Впервые опубликована в журнале «Химия и жизнь» 1979, № 8-12. Первая публикация в сокращении, далее — полный вариант без существенных изменений. Экранизации: одноимённый х/ф (Свердловская киностудия, 1989) и фильм-спектакль (Ленинградское телевидение, 1988). Опубликован комикс под названием «Похищение чародея» (1987). |
| «Беспощадная охота»                      | рассказ          | 1979 | «Гусляр»                    | 12   | Первая публикация: журнал «Уральский следопыт» № 4 (Свердловск). Является частью повести «Глубокоуважаемый микроб». |
| «Вячик, не двигай вещи!»                 | рассказ          | 1979 |                             | 11   | Первая публикация — в сборнике «Летнее утро» (изд.: М., Московский рабочий). |
| «Домашний пленник»                       | рассказ          | 1979 | «Гусляр»                    | 12   | Первая публикация — в сборнике «Летнее утро». Написан в 1972 году. Первый рассказ, где появляется профессор Лев Христофорович Минц. Прототипом профессора послужил журналист и географ Лев Миронович Минц, который на правах старого друга попросил, чтобы его образ был отражён в беллетристике. |
| «Жильцы»                                 | рассказ          | 1979 | «Гусляр»                    | 12   | Первые публикации: в журнале «Смена» № 1, а также в сборнике «Летнее утро». |
| «Загадка Химеры»                         | рассказ          | 1979 | «Павлыш»                    | 11   | Первая публикация: журнал «Юный техник» № 9. |
| «Сильнее зубра и слона»                  | рассказ          | 1979 | «Гусляр»                    | 12   | Первая публикация: журнал «Юный техник» № 1. |
| «На днях землетрясение в Лигоне»         | роман            | 1980 | «Лигон»                     | 3    | Написан в 1975. Впервые опубликован в антологии «Мир приключений. 1980» (изд.: М., Детская литература). Первая публикация — в сокращении, далее всегда публиковался один вариант без существенных изменений. |
| «Белое платье Золушки»                   | повесть          | 1980 | «Павлыш»                    | 1    | Написана в 1974. Первая публикация — в 1980 в журнале «Изобретатель и рационализатор» № 9—12. Первая глава опубликована как рассказ «О некрасивом биоформе». Первая публикация в сокращении, далее полный вариант без существенных изменений. |
| «Перевал»                                | повесть          | 1980 | «Павлыш»                    | 1    | Впервые публиковалась в журнале «Знание — сила» (№ 7-11). Впоследствии стала первой частью романа «Посёлок». Экранизация: одноимённый м/ф («Союзмультфильм», 1988). |
| «…Хоть потоп»                            | рассказ          | 1980 | «Институт экспертизы»       | 11   | Другие названия: «Доказательство», «…Хоть потоп!» Первая публикация (под названием «Доказательство») в журнале «Изобретатель и рационализатор» № 7. Написан в 1976. |
| «Гусляр — Саратов»                       | рассказ          | 1980 | «Гусляр»                    | 13   | Первая публикация (под названием «Два вида телепортации») в журнале «Уральский следопыт» № 2 (Свердловск). Первоначально назывался «Два вида телепортации» и являлся второй частью (за исключением вступления) рассказа-трилогии «Упрямый Марсий». В дальнейшем публиковался отдельно, без существенных изменений, под названием «Гусляр — Саратов». |
| «Дар данайца»                            | рассказ          | 1980 | «Гусляр»                    | 13   | Написан в 1979. Первая публикация в 1980 в журнале «Уральский следопыт» № 2 (Свердловск) под названием «Дар данайцев». Первоначально под этим названием являлся третьей (за исключением вступления) частью рассказа-трилогии «Упрямый Марсий». В дальнейшем публиковался отдельно, без существенных изменений, под названием «Дар данайца». |
| «Кому это нужно?»                        | рассказ          | 1980 | «Институт экспертизы»       | 11   | Первая публикация: журнал «Юный техник» № 12. Написан в 1979. |
| «Ленечка-Леонардо»                       | рассказ          | 1980 | «Гусляр»                    | 12   | Первая публикация — в журнале «Химия и жизнь» № 4. Написан в 1973. До 1987 г. публиковался под названием «Лешенька-Леонардо», так как редакторы усматривали в названии «Ленечка-Леонардо» намёк на Л. И. Брежнева. |
| «Упрямый Марсий»                         | рассказ-трилогия | 1980 | «Гусляр»                    | 13   | Первая публикация — в журнале «Уральский следопыт» № 2 (Свердловск). Подзаголовок: «Краткий отчёт о маловероятных событиях, имевших место в городе Великий Гусляр за последний год». Первая публикация включала в себя вступление и три главы: «Чёрная икра», «Два вида телепортации» и «Дар данайцев», которые в дальнейшем публиковались отдельно друг от друга в виде рассказов «Чёрная икра», «Гусляр — Саратов» и «Дар данайца». |
| «Чёрная икра»                            | рассказ          | 1980 | «Гусляр»                    | 13   | Первая публикация в журнале «Уральский следопыт» № 2 (Свердловск). Написан в 1979. Первоначально являлся первой частью трилогии «Упрямый Марсий». В дальнейшем публиковался отдельно, без существенных изменений, при этом рассказу предшествовало авторское предисловие. |
| «Дочь космоса»                           | киносценарий     | 1980 |                             |      | Первая часть киносценария к фильму «Через тернии к звёздам». Первая публикация в журнале «Киносценарии» № 2. Написан в соавторстве с Ричардом Викторовым. |
| «Через тернии к звёздам»                 | киносценарий     | 1980 |                             |      | Написан в 1978 в соавторстве с Ричардом Викторовым. Состоит из двух частей. Первоначально обе части публиковались отдельно под названиями «Дочь космоса» (1980) и «Ангелы космоса» (1981). По сценарию снят х/ф «Через тернии к звёздам» в двух сериях: 1-я серия — «Нийя — искусственный человек», 2-я серия — «Ангелы космоса» (режиссёр — Ричард Викторов. Центральная киностудия детских и юношеских фильмов имени М. Горького (Ялтинский филиал), Третье творческое объединение, 1980). |

## 1980-е
| Произведение                                  | Тип                         | Год  | Цикл                            | ООРП | Примечания |
| --------------------------------------------- | --------------------------- | ---- | ------------------------------- | ---- | --- |
| «Два билета в Индию»                          | повесть                     | 1981 |                                 | 10   | Первая публикация (в журнале «Юный техник» № 6—8) в сокращении, далее — полный вариант без существенных изменений. Экранизация: м/ф «Два билета в Индию» (автор сценария — Кир Булычев, режиссёр — Роман Качанов. Киностудия «Союзмультфильм», 1985). Годом ранее (в 1984) выпущен диафильм с тем же названием. |
| «Ловушка»                                     | повесть                     | 1981 | «Алиса»                         |      | Впервые опубликована в «Пионерской правде» как повесть, написанная совместно с читателями. В дальнейшем была переработана и публиковалась под названием «Пленники астероида» (1984). |
| «Царицын ключ»                                | повесть                     | 1981 |                                 | 3    | Первая публикация: журнал «Уральский следопыт» № 10—11 (Свердловск). |
| «Чужая память»                                | повесть                     | 1981 |                                 | 3    | Первая публикация: журнал «Знание — сила» № 7—12. |
| «Восемнадцать раз»                            | рассказ                     | 1981 | «Гусляр»                        | 12   | Первая публикация: журнал «Юный техник» № 3. Данный рассказ является главой из повести «Глубокоуважаемый микроб». |
| «Чечако в пустыне»                            | рассказ                     | 1981 |                                 | 11   | Другое название — «Чичако в пустыне». Первая публикация (под названием «Чичако в пустыне») — в антологии «Фантастика 80» (изд.: М., Молодая гвардия). |
| «Ангелы космоса»                              | киносценарий                | 1981 |                                 |      | Вторая часть киносценария х/ф «Через тернии к звёздам». Написан в соавторстве с Ричардом Викторовым. Первая публикация — в журнале «Киносценарии» № 1. |
| «Ретро 2081»                                  | микрорассказ                | 1981 |                                 |      | Написан в 1981. Опубликован в авторском сборнике «Парсеки за кормой» (изд.: Челябинск, ИзЛиТ, 2015). |
| «Геркулес и гидра»                            | повесть                     | 1982 |                                 | 10   | Другое название — «Геркулес и Гидра». Первая публикация (под названием «Геркулес и гидра» в журнале «Юный техник» № 5—7) в сокращении, далее — полный вариант без существенных изменений. |
| «Каникулы на Пенелопе»                        | повесть                     | 1982 | «Алиса»                         | 15   | Третья часть повести «Миллион приключений». |
| «Миллион приключений                          | повесть                     | 1982 | „Алиса“                         | 15   | Первая публикация — авторская книга (изд.: М., Детская литература). Отдельно публиковались: первая часть под названиями „Миллион приключений“ и „Новые подвиги Геракла“; вторая часть под названием „Заграничная принцесса“; третья часть под названием „Каникулы на Пенелопе“; фрагмент первой части под названием „Институт времени“; фрагмент первой части под названием „Авгиева лаборатория“. По третьей части повести опубликован комикс „Каникулы на Пенелопе“.                                                                           |
| „Новые подвиги Геракла“                       | повесть                     | 1982 | „Алиса“                         | 15   | Другое название — „Миллион приключений“. Является первой частью повести „Миллион приключений“. |
| „Шкатулка пиратской мамаши“                   | повесть                     | 1982 | „Алиса“                         | 15   | Четвёртая часть повести „Миллион приключений“. |
| „Авгиева лаборатория“                         | рассказ                     | 1982 | „Алиса“                         | 15   | Первая глава первой части повести „Миллион приключений“ — повести „Новые подвиги Геракла“, или „Миллион приключений“. |
| „Два сапога — пара“                           | рассказ                     | 1982 | „Гусляр“                        | 12   | Первая публикация: журнал „Изобретатель и рационализатор“ № 6. |
| „Один мальчик наступил на рамокали“           | рассказ                     | 1982 | „Ким Петров“                    | 11   | Первая публикация — в журнале „Природа и человек“ № 12. Написан в 1979. |
| „Родимые пятна“                               | рассказ                     | 1982 | „Гусляр“                        | 12   | Первая публикация — в журнале „Химия и жизнь“ № 4. Написан в 1980. По рассказу снят короткометражный фильм „Родимое пятно“ (автор сценария — Кир Булычев, режиссёр — Леонид Горовец. Киностудия „Мосфильм“, Киностудия имени А. Довженко, 1986). |
| „Слёзы капали (Гладиатор)“                    | киносценарий                | 1982 |                                 |      | Соавторы: Георгий Данелия, Александр Володин. Является сценарием для х/ф „Слёзы капали“ (1982, режиссёр — Георгий Данелия). |
| „К миллиону приключений“                      | микрорассказ                | 1982 |                                 |      | Опубликован в сборнике „Парсеки за кормой“ (Челябинск, ИзЛиТ, 2015). |
| „Город Наверху“                               | повесть                     | 1983 |                                 | 1    | Написана в 1973. Первая публикация на польском языке. Впервые опубликована на русском в 1986 г. в журнале „Вокруг света“ № 7—11. Первая публикация в сокращении, далее — полный вариант без существенных изменений. |
| „Лиловый шар“                                 | повесть                     | 1983 | „Алиса“                         | 14   | Впервые опубликована в газете „Пионерская правда“. Экранизация: х/ф „Лиловый шар“ (режиссёр — Павел Арсенов. Центральная киностудия детских и юношеских фильмов имени М. Горького (Ялтинский филиал), Первое творческое объединение, 1987). |
| „Пленники астероида“                          | повесть                     | 1983 | „Алиса“                         | 14   | Переработанный вариант повести „Ловушка“, которая печаталась в газете „Пионерская правда“, написанная совместно с читателями. |
| „Чёрный саквояж“                              | повесть                     | 1983 |                                 | 10   | Первая публикация (в журнале „Юный техник“ № 8—10) в сокращении, далее — полный вариант без существенных изменений. |
| „Значительные города“                         | рассказ                     | 1983 |                                 | 11   | Первая публикация — в газете „Молодой ленинец“ (Волгоград) № 112. Написан в 1971. |
| „Свободные места есть“                        | рассказ                     | 1983 | „Гусляр“                        | 12   | Первая публикация — в журнале „Химия и жизнь“ № 7. Написан в 1980. |
| „Усилия любви“                                | рассказ                     | 1983 |                                 | 11   | Первая публикация: журнал „Изобретатель и рационализатор“ № 9. |
| „Яблоня“                                      | рассказ                     | 1983 | „Гусляр“                        | 12   | Первая публикация: журнал „Изобретатель и рационализатор“ № 1. Экранизация: м/ф „Яблоня“ (автор сценария — Кир Булычев, режиссёр — Александр Полушкин. Самарателефильм, Ростелефильм, Союзтелефильм, 1990). |
| »«Комета»"                                    | киносценарий                | 1983 |                                 |      | Другое название — «Комета». Опубликован отрывок киносценария (в журнале «Советский экран» № 11). Полностью киносценарий опубликован не был. Написан в 1982 в соавторстве с Ричардом Викторовым при участии Юрия Чулюкина. Снят х/ф «Комета» (режиссёр — Ричард Викторов. Центральная киностудия детских и юношеских фильмов имени М. Горького, Третье творческое объединение, 1983). |
| «Агент КФ»                                    | повесть                     | 1984 | «Андрей Брюс»                   | 2    | Написана в 1983. Первая публикация (в журнале «Химия и жизнь» № 8—12 за 1984 г.) в сокращении, далее — полный вариант без существенных изменений. В 1993 г. опубликован комикс под названием «Андрей Брюс агент космофлота». |
| «Тринадцать лет пути»                         | повесть                     | 1984 | «Павлыш»                        | 1    | Другое название — «Тринадцать лет полёта». Первая публикация — в журнале «Изобретатель и рационализатор» (ИРа) № 1—3, авторами указаны: Игорь Можейко, Кир Булычев. Что интересно, в № 1 журнала ИРа повесть шла под названием «Тринадцать лет пути», а в № 2 и 3 стала называться «Тринадцать лет полёта». Изначально повесть не входила в цикл «Доктор Павлыш»: в публикациях ИРа (1985) и НФ-33 (1990) главный герой носит имя Павел Иванов.                                                                                                  |
| «Каждому есть что вспомнить»                  | рассказ                     | 1984 | «Гусляр»                        | 12   | Первая публикация — в журнале «Знание — сила» № 5. |
| «Копилка»                                     | рассказ                     | 1984 | «Гусляр»                        | 12   | Написан в 1982. Первая публикация: журнал «Химия и жизнь» № 3 за 1984 г. Экранизация: м/ф «Копилка» (автор сценария — Кир Булычев, режиссёр — Александр Полушкин. Самарателефильм, Ростелефильм, Союзтелефильм, 1990). |
| «Обозримое будущее»                           | рассказ                     | 1984 | «Институт экспертизы»           | 11   | Другое название — «Добряк». Первая публикация (под названием «Добряк») — в журнале «Изобретатель и рационализатор» № 2. Написан в 1976 г. |
| «Шкаф неземной красоты»                       | рассказ                     | 1984 |                                 | 11   | Первая публикация: журнал «Знание — сила» № 10. Написан в 1976. |
| «Шум за стеной»                               | рассказ                     | 1984 |                                 | 11   | Первая публикация — в журнале «Отчизна» № 6. Написан в 1977. |
| «Западный ветер — ясная погода»               | документальное произведение | 1984 |                                 | 11   | Популярный исторический очерк о Второй мировой войне на азиатском и тихоокеанском театре военных действий. Первая публикация — М.: Наука, 1984 г. |
| «Заповедник сказок»                           | повесть                     | 1985 | «Алиса»                         | 14   | Написана в 1980. Первая публикация — в сборнике «Непоседа» (изд.: М., Московский рабочий), включающем три повести: «Заповедник сказок», «Козлик Иван Иванович» и «Лиловый шар». Отдельно опубликован фрагмент повести (первые три главы: «Гном в кармане», «Как лечили дракона» и «Свен и кукла») под своим основным названием (1996 г. и далее). Полная версия повести публиковалась без существенных изменений. В 1991 выпущен диафильм «Заповедник сказок». В 1995 по мотивам повести издан комикс Олега Краморенко (в журнале «Миша» № 5—7). |
| «Козлик Иван Иванович»                        | повесть                     | 1985 | «Алиса»                         | 14   | Написана в 1980. Первая публикация — в сборнике «Непоседа». Отдельно опубликована первая глава под названием «Консилиум». В 1995 по мотивам повести издан комикс «Приключения Алисы, девочки из будущего: Путешествие в Легендарную эпоху» (художник — Олег Краморенко, журнал «Миша» № 7—9); автор Кир Булычев к данному комиксу отношения не имеет, текст написан без его участия. |
| «Фотография пришельца»                        | повесть                     | 1985 |                                 | 10   | Первая публикация: журнал «Юный техник» № 1—3. |
| «Вокруг света за три часа»                    | рассказ                     | 1985 | «Алиса»                         | 17   | Другое название — «Вокруг света в три часа». Первая публикация (под названием «Вокруг света в три часа») — в журнале «Пионер» № 1. В 1987 по мотивам рассказа выпущен диафильм под названием «Вокруг света в три часа». |
| «Детективная история»                         | рассказ                     | 1985 | «Институт экспертизы»           | 11   | Первая публикация — в газете «Литературная Россия» № 20 (1164) (17/05). Написан в 1976. |
| «Юбилей-200»                                  | рассказ                     | 1985 |                                 | 11   | Другое название — «Юбилей „200“». Первая публикация (под названием «Юбилей „200“») — в журнале «Химия и жизнь» № 12. В 1986 г. по мотивам рассказа снят короткометражный фильм «Эксперимент-200» (режиссёр: Юрий Мороз). |
| «Гай-до»                                      | повесть                     | 1986 | «Алиса»                         | 15   | Переработана из повести «Каникулы в космосе, или Планета Пять-четыре», которая печаталась в газете «Пионерская правда» как повесть, написанная совместно с читателями. В дальнейшем (с 1988) публиковалась без существенных изменений. |
| «Каникулы в космосе, или Планета Пять-четыре» | повесть                     | 1986 | «Алиса»                         |      | Впервые опубликована в сокращённом варианте как повесть, написанная совместно с читателями «Пионерской правды», затем была переработана и публиковалась под названием «Гай-до». |
| «Второгодники»                                | рассказ                     | 1986 | «Алиса»                         | 17   | Первая публикация — в газете «Пионерская правда». |
| «Прощай, рыбалка»                             | рассказ                     | 1986 | «Гусляр»                        | 12   | Первая публикация — в журнале «Мелиоратор» № 5. Написан в 1979. |
| «Соблазн»                                     | рассказ                     | 1986 | «Гусляр»                        | 12   | Первая публикация — в журнале «Знание — сила» № 8. Написан в 1980. |
| «Это вам не яблочный компот!»                 | рассказ                     | 1986 | «Алиса»                         | 17   | Первая публикация — в журнале «Пионер» № 12. |
| «Это ты, Алиса?»                              | рассказ                     | 1986 | «Алиса»                         | 17   | Другое название — «Может, это не Алиса?» Первая публикация — фрагмент (без окончания) под названием «Это ты, Алиса?» в газете «Ленинские искры» (Ленинград) № 21—22 в рамках конкурса, затем — повторно в рамках конкурса, но в полном объёме. Написан в 1983. |
| «Глубокоуважаемый микроб»                     | повесть                     | 1987 | «Гусляр»                        | 12   | Первая публикация (в газете «Молодой ленинец» (Ставрополь)) в сокращении, под названием «Многоуважаемый микроб», далее (с 1989) — полная версия, без существенных изменений, под своим основным названием. Первоначально повесть публиковалась фрагментарно: фрагмент 17-й главы в переработанном виде под названием «Беспощадная охота» (1979); 18-я глава под названием «Восемнадцать раз» (1981); 20-я глава под названием «Набег» (1987). Повесть написана в 1978.                                                                           |
| «Конец Атлантиды»                             | повесть                     | 1987 | «Алиса»                         | 15   | Первая публикация — в газете «Пионерская правда». |
| «Подземелье ведьм»                            | повесть                     | 1987 | «Андрей Брюс»                   | 2    | Первая публикация — в журнале «Юность» № 5. В 1989 снят фильм «Подземелье ведьм» (совместное производство СССР, Чехословакия; режиссёр — Юрий Мороз). |
| «Узники „Ямагири-мару“»                       | повесть                     | 1987 | «Алиса»                         | 15   | Первая публикация — в журнале «Юный техник» № 2—4. По повести снят одноимённый м/ф (автор сценария — Кир Булычев, режиссёр — Алексей Соловьёв. Творческое объединение «Экран», 1988). |
| «Набег»                                       | рассказ                     | 1987 | «Гусляр»                        | 12   | Глава из повести «Глубокоуважаемый микроб». Первая публикация — в «Литературной газете» № 47. |
| «О возмездии»                                 | рассказ                     | 1987 |                                 | 11   | Другое название — «Возмездие». Первая публикация (под названием «Возмездие» в журнале «Природа и человек» № 7) в сокращении, далее — полный вариант без существенных изменений. Написан в 1982. |
| «Опозоренный город»                           | рассказ                     | 1987 | «Гусляр»                        | 12   | Другое название — «Клад». Первая публикация (под названием «Клад») — в журнале «Мелиоратор» № 2. Написан в 1976. |
| «Петушок»                                     | рассказ                     | 1987 |                                 | 11   | Первая публикация — в журнале «Простор» № 7 (Алма-Ата). |
| «Пойми товарища!»                             | рассказ                     | 1987 | «Гусляр»                        | 13   | Первая публикация — в газете «Комсомольское знамя» № 203—204 (Киев). |
| «Предсказатель Гаврилов»                      | рассказ                     | 1987 | «Гусляр»                        |      | Первая публикация — в газете «Комсомольское племя» № 52 (Оренбург). |
| «Районные соревнования по домино»             | рассказ                     | 1987 | «Гусляр»                        | 12   | Первая публикация — в журнале «Советский экран» № 13. По рассказу снят короткометражный фильм (автор сценария и режиссёр — М. Борщевский. Свердловская киностудия). |
| «Хочешь улететь со мной?»                     | рассказ                     | 1987 | «Ким Петров»                    | 11   | Первая публикация — в журнале "Химия и жизнь № 2. |
| «Чудовище у родника»                          | рассказ                     | 1987 | «Алиса»                         | 17   | Первая публикация — в газете «Ленинские искры» № 69—76 (Ленинград). |
| «Лиловый шар»                                 | киносценарий                | 1987 |                                 |      | Опубликован только отрывок киносценария. По повести «Лиловый шар» снят одноимённый х/ф. |
| «Письмо в редакцию»                           | микрорассказ                | 1987 | «Гусляр» / «Письма Ложкина»     |      | Другое название — «Главному редактору журнала „Уральский следопыт“». [Седьмое] письмо в редакцию. Первая публикация — в журнале «Уральский следопыт» № 12. Написан в 1987. Подпись: Н. Ложкин. |
| «Посёлок»                                     | роман                       | 1988 | «Павлыш»                        | 1    | Первая публикация — авторская книга (изд.: М., Детская литература). |
| «Город без памяти»                            | повесть                     | 1988 | «Алиса»                         | 15   | Другое название — «Алиса в стране забвения». Первая публикация (журнальный вариант под названием «Город без памяти») — в журнале «Пионерия» № 9—12 за 1988 г. и № 1—6 за 1989 г. (Киев). |
| «Речной доктор»                               | повесть-сказка              | 1988 | «Сказки»                        | 10   | Первая публикация — в газете «Пионерская правда». |
| «Альтернатива для Гаврилова»                  | рассказ                     | 1988 | «Гусляр»                        | 11   | Первая публикация: газета «Комсомольское племя» № 2 (Оренбург). |
| «Апология»                                    | рассказ                     | 1988 |                                 | 11   | Первая публикация: газета «Литературная Россия» № 14. |
| «Дантист Гаврилов»                            | рассказ                     | 1988 | «Гусляр»                        |      | Первая публикация — в газете «Комсомольское племя» № 5 (Оренбург). |
| «Дискуссия о звёздах»                         | рассказ                     | 1988 |                                 | 11   | Первая публикация — в газете «Литературная Россия» № 39. |
| «Новости будущего века»                       | рассказ                     | 1988 | «Алиса»                         | 14   | Первая публикация — в журнале «Пионер» № 5. Также публиковался в составе повести «Ржавый фельдмаршал» в качестве первой главы под своим названием (1991). |
| «Обида»                                       | рассказ                     | 1988 | «Гусляр»                        | 12   | Первая публикация — в журнале «Мелиоратор» № 5. Написан в 1977. |
| «Они уже здесь!»                              | рассказ                     | 1988 | «Гусляр»                        | 12   | Первая публикация: журнал «НТР: проблемы и решения» № 5. Написан в 1987. |
| «Показания Оли Н.»                            | рассказ                     | 1988 |                                 | 11   | Первая публикация: журнал «Знание — сила» № 10. |
| «Разум для кота»                              | рассказ                     | 1988 |                                 | 11   | Первая публикация — в газете «Пионерская правда» № 49. |
| «Свободный тиран»                             | рассказ                     | 1988 | «Гусляр»                        | 12   | Страшилка для взрослых. Первая публикация — в «Литературной газете» № 34. |
| «Технология рассказа»                         | рассказ                     | 1988 | «Гусляр»                        | 12   | Первая публикация — в журнале «Химия и жизнь» № 3. |
| «Витийствующий дьявол»                        | повесть                     | 1989 |                                 |      | Первая публикация: журнал «Дружба» № 5 (Москва, София). По мотивам повести написана пьеса «Товарищ „Д“» (1999). Также публиковался фрагмент сценария под названием «Товарищ „Д“» (1989). |
| «Перпендикулярный мир»                        | повесть                     | 1989 | «Гусляр»                        | 12   | Первая публикация: журнал «Химия и жизнь» № 1—3. |
| «Подземная лодка»                             | повесть                     | 1989 | «Алиса»                         | 15   | Первая публикация (в журнале «Юный техник» № 6—9) в сокращении, далее — полный вариант без существенных изменений. Также опубликован комикс под названием «Четырёхглазый». |
| «Смерть этажом ниже»                          | повесть                     | 1989 |                                 | 3    | Первая публикация — авторская книга (изд.: М., Вся Москва). |
| «Звенящий кирпич»                             | рассказ                     | 1989 |                                 | 11   | Почти исторический рассказ. Первая публикация: «Молодой ленинец» № 2 (Волгоград). |
| «Настой забвения»                             | рассказ                     | 1989 | «Гусляр»                        | 12   | Первая публикация — в журнале «Крокодил» № 1. |
| «Повесть о контакте»                          | рассказ                     | 1989 | «Гусляр»                        | 12   | Первая публикация — в журнале «Знание — сила» № 7. Написан в 1988. |
| «Последние сто минут»                         | рассказ                     | 1989 |                                 | 11   | Первая публикация — в журнале «Советская библиография» № 2. |
| «Прошедшее время»                             | рассказ                     | 1989 | «Гусляр»                        | 12   | Первая публикация: «Литературная газета» № 22. |
| «Слышал?»                                     | рассказ                     | 1989 |                                 | 11   | Первая публикация: «Литературная газета» № 31. |
| «Старенький Иванов»                           | рассказ                     | 1989 |                                 | 11   | Первая публикация — в журнале «Огонёк» № 32. |
| «Товарищ Д»                                   | рассказ                     | 1989 |                                 | 11   | Первая публикация — в журнале «Советский экран» № 5. Написан в 1988. Переписан в повесть «Витийствующий дьявол» и пьесу. |
| «Когда встречная ракета приблизилась…»        | микрорассказ                | 1989 | «Гусляр»                        |      | Другое название — «Глубокоуважаемый микроб, или Гусляр в космосе». Первая публикация — в авторском сборнике «Глубокоуважаемый микроб, или Гусляр в космосе» (изд.: М., Юридическая литература). Является своеобразным эпиграфом к сборнику «Глубокоуважаемый микроб». |
| «Встреча тиранов под Ровно»                   | рассказ                     | 1990 |                                 | 11   | Другое название — «Встреча под Ровно». Первая публикация (под названием «Встреча под Ровно») — в авторском сборнике «Апология» (изд.: М., Правда; серия: Библиотека «Огонёк» № 34). |
| «Из жизни дантистов»                          | рассказ                     | 1990 |                                 | 11   | Написан в 1980. Первая публикация — в авторском сборнике «Коралловый замок» (изд.: М., Молодая гвардия). |
| «Коварный план»                               | рассказ                     | 1990 | «Гусляр»                        | 13   | Первая публикация — в антологии «Ралли „Конская голова“» (изд.: М., Физкультура и спорт). |
| «Спасите Галю!»                               | рассказ                     | 1990 |                                 | 11   | Другое название — «„Спасите Галю!“» Первая публикация (под названием «„Спасите Галю!“») — в сборнике «Коралловый замок». |
| «Столпотворение»                              | рассказ                     | 1990 |                                 | 11   | Первая публикация — в сборнике «Апология» (серия: Библиотека «Огонёк» № 34). |
| «Тайна рабыни»                                | рассказ                     | 1990 | «Алиса»                         | 16   | Первые три главы третьей части повести «Война с лилипутами». Первая публикация — в журнале «Советский Союз» № 12. |
| «Тайна рабыни Заури»                          | рассказ                     | 1990 | «Алиса»                         | 16   | Третья часть повести «Война с лилипутами». В произведение входит рассказ «Тайна рабыни». Первая публикация — в газете «Пионерская правда» (осень — зима 1990 г.). |
| «Тебе, простой марсианин!»                    | рассказ                     | 1990 | «Аэлита. Свободные продолжения» | 11   | Другие названия: «Тебе, простой марсианин», «Тише, простой марсианин!» Первые публикации: журнал «Советский музей» № 3 (под названием «Тебе, простой марсианин!») и журнал «Энергия: экономика, техника, экология» № 5 (под названием «Тебе, простой марсианин»). |
| «Титаническое поражение»                      | рассказ                     | 1990 | «Гусляр»                        | 12   | Год написания — 1990. Первая публикация — в авторском сборнике «Марсианское зелье» (изд.: Тиман, М., Госснаб СССР; серия: Приложение к газете Госснаба СССР «Ведомости»). |
| «Тревога! Тревога! Тревога!»                  | рассказ                     | 1990 |                                 | 11   | Первая публикация — в сборнике «Коралловый замок». |

## 1990-е
| Произведение                                                           | Тип             | Год  | Цикл                        | ООРП | Примечания |
| ---------------------------------------------------------------------- | --------------- | ---- | --------------------------- | ---- | --- |
| «Тайна Урулгана»                                                       | роман           | 1991 |                             | 2    | Первая публикация — авторская книга (изд.: М., Орбита). |
| «Альтернатива»                                                         | рассказ         | 1991 |                             | 11   | Первая публикация — в сборнике «Послание Фениксу» (приложении к газете «Плюс-минус бесконечность»). |
| «Единая воля советского народа»                                        | рассказ         | 1991 |                             | 11   | Написан в 1986. Первая публикация — в журнале «Завтра. Фантастический альманах. Выпуск третий». |
| «Клад Наполеона»                                                       | рассказ         | 1991 | «Алиса»                     | 17   | Написан в 1983. Первая публикация — в сборнике «Ржавый фельдмаршал» (изд.: Минск, Юнацтва). |
| «Любимец»                                                              | рассказ         | 1991 |                             | 2    | Первая публикация — в журнале «Юность» № 9. |
| «Поминальник XX века»                                                  | рассказ         | 1991 |                             |      | Первая публикация — в сборнике «Послание Фениксу». |
| «Пора спать!»                                                          | рассказ         | 1991 |                             | 11   | Другое название — «Пора спать». Первая публикация — в еженедельнике «Книжное обозрение» № 43. Написан в 1976. |
| «Сапожная мастерская»                                                  | рассказ         | 1991 | «Гусляр»                    | 12   | Первая публикация — в журнале «Лидер» № 3, 4. |
| «Со старым годом!»                                                     | рассказ         | 1991 | «Театр теней»               | 4    | Является первой главой романа «Старый год». Первая публикация рассказа — в журнале «Мы» № 1. Написан в 1976. |
| «Утешение»                                                             | рассказ         | 1991 |                             | 11   | Первая публикация — в журнале «Химия и жизнь» № 9. |
| «Близорукий человек никогда не снимал очков на ночь…»                  | микрорассказ    | 1991 |                             |      | Миниатюра. Написана в начале 1960-х и никак не предназначалась для публикации. Впервые опубликована в антологии «Послание Фениксу». |
| «Будильник всегда звонил в семь утра…»                                 | микрорассказ    | 1991 |                             |      | Миниатюра. Написана в начале 1960-х и никак не предназначалась для публикации. Впервые опубликована в антологии «Послание Фениксу». |
| «Было два часа ночи, и шёл мокрый снег…»                               | микрорассказ    | 1991 |                             |      | Миниатюра. Написана в начале 1960-х и никак не предназначалась для публикации. Впервые опубликована в антологии «Послание Фениксу». |
| «В Москве, в зимнем зале ЦСКА проходили бои гладиаторов со львами…»    | микрорассказ    | 1991 |                             |      | Миниатюра. Написана в начале 1960-х и никак не предназначалась для публикации. Впервые опубликована в антологии «Послание Фениксу». |
| «Великан был такой большой, что чистил зубы сапожной щёткой…»          | микрорассказ    | 1991 |                             |      | Миниатюра. Написана в начале 1960-х и никак не предназначалась для публикации. Впервые опубликована в антологии «Послание Фениксу». |
| «Во Франции на выборах победили нудисты…»                              | микрорассказ    | 1991 |                             |      | Миниатюра. Написана в начале 1960-х и никак не предназначалась для публикации. Впервые опубликована в антологии «Послание Фениксу». |
| «В Ялте было очень жарко…»                                             | микрорассказ    | 1991 |                             |      | Миниатюра. Написана в начале 1960-х и никак не предназначалась для публикации. Впервые опубликована в антологии «Послание Фениксу». |
| «Город Саратов по решению общественных организаций ушёл под воду…»     | микрорассказ    | 1991 |                             |      | Миниатюра. Написана в начале 1960-х и никак не предназначалась для публикации. Впервые опубликована в антологии «Послание Фениксу». |
| «Женя поймал рака и решил отвезти его на продажу в Париж…»             | микрорассказ    | 1991 |                             |      | Миниатюра. Написана в начале 1960-х и никак не предназначалась для публикации. Впервые опубликована в антологии «Послание Фениксу». |
| «Жил-был бык…»                                                         | микрорассказ    | 1991 |                             |      | Миниатюра. Написана в начале 1960-х и никак не предназначалась для публикации. Впервые опубликована в антологии «Послание Фениксу». |
| «К нам за столик сел сержант милиции…»                                 | микрорассказ    | 1991 |                             |      | Миниатюра. Написана в начале 1960-х и никак не предназначалась для публикации. Впервые опубликована в антологии «Послание Фениксу». |
| «Комета Галлея столкнулась с Солнцем и разбила его на мелкие кусочки…» | микрорассказ    | 1991 |                             |      | Миниатюра. Другое название — «Японская комета столкнулась…» Была написана в начале 1960-х и никак не предназначалась для публикации. Впервые опубликована (под названием «Комета Галлея столкнулась с Солнцем и разбила его на мелкие кусочки…») в антологии «Послание Фениксу». |
| «Космонавт Н. рассказывал, что Вселенная замкнута…»                    | микрорассказ    | 1991 |                             |      | Миниатюра. Другое название — «Космонавт Быковский рассказывал, что Вселенная замкнута…» Написана в начале 1960-х и никак не предназначалась для публикации. Впервые опубликована (под названием «Космонавт Н. рассказывал, что Вселенная замкнута…») в антологии «Послание Фениксу». |
| «Метеорит пробил восемь этажей…»                                       | микрорассказ    | 1991 |                             |      | Миниатюра. Написана в начале 1960-х и никак не предназначалась для публикации. Впервые опубликована в антологии «Послание Фениксу». |
| «Мой друг был в командировке в Днепропетровске…»                       | микрорассказ    | 1991 |                             |      | Миниатюра. Написана в начале 1960-х и никак не предназначалась для публикации. Впервые опубликована в антологии «Посдание Фениксу». |
| «Мы ждали Женю и Илью…»                                                | микрорассказ    | 1991 |                             |      | Миниатюра. Написана в начале 1960-х и никак не предназначалась для публикации. Впервые опубликована в антологии «Послание Фениксу». |
| «На Красной площади встречали царя…»                                   | микрорассказ    | 1991 |                             |      | Миниатюра. Написана в начале 1960-х и никак не предназначалась для публикации. Впервые опубликована в антологии «Послание Фениксу». |
| «На параде седьмого ноября…»                                           | микрорассказ    | 1991 |                             |      | Миниатюра. Написана в начале 1960-х и никак не предназначалась для публикации. Впервые опубликована в антологии «Послание Фениксу». |
| «Однажды у меня был длинный пушистый хвост, лучший в Москве…»          | микрорассказ    | 1991 |                             |      | Миниатюра. Написана в начале 1960-х и никак не предназначалась для публикации. Впервые опубликована в антологии «Послание Фениксу». |
| «После парада по городу разъезжали ракеты и бронетранспортёры…»        | микрорассказ    | 1991 |                             |      | Миниатюра. Написана в начале 1960-х и никак не предназначалась для публикации. Впервые опубликована в антологии «Послание Фениксу». |
| «Проводя опытное бурение в Антарктиде…»                                | микрорассказ    | 1991 |                             |      | Миниатюра. Написана в начале 1960-х и никак не предназначалась для публикации. Впервые опубликована в антологии «Послание Фениксу». |
| «Раскопки курганов в долине Репеделкинок»                              | микрорассказ    | 1991 |                             |      | Миниатюра. Написана в начале 1960-х и никак не предназначалась для публикации. Впервые опубликована в антологии «Послание Фениксу». |
| «Утром, когда я пошёл в ванную…»                                       | микрорассказ    | 1991 |                             |      | Миниатюра. Другое название — «Утром, когда я шёл в ванную…». Написана в начале 1960-х и никак не предназначалась для публикации. Впервые опубликована (под названием «Утром, когда я пошёл в ванную…») в антологии «Послание Фениксу». |
| «Я долго стоял у памятника Грибоедову у Кировских ворот…»              | микрорассказ    | 1991 |                             |      | Миниатюра. Написана в начале 1960-х и никак не предназначалась для публикации. Впервые опубликована в антологии «Послание Фениксу». |
| «Я ехал на электричке в Москву…»                                       | микрорассказ    | 1991 |                             |      | Миниатюра. Написана в начале 1960-х и никак не предназначалась для публикации. Впервые опубликована в антологии «Послание Фениксу». |
| «Я завтракал на кухне…»                                                | микрорассказ    | 1991 |                             |      | Миниатюра. Написана в начале 1960-х и никак не предназначалась для публикации. Впервые опубликована в антологии «Послание Фениксу». |
| «Я клеил обои…»                                                        | микрорассказ    | 1991 |                             |      | Миниатюра. Написана в начале 1960-х и никак не предназначалась для публикации. Впервые опубликована в антологии «Послание Фениксу». |
| «Я так спешил на свидание, что у меня выросли крылья…»                 | микрорассказ    | 1991 |                             |      | Миниатюра. Написана в начале 1960-х и никак не предназначалась для публикации. Впервые опубликована в антологии «Послание Фениксу». |
| «Возвращение из Трапезунда (Река Хронос. 1917)»                        | роман           | 1992 | «Река Хронос»               | 7    | Другое название — «Возвращение из Трапезунда (1917 г.)» Написан в 1991. Третий роман цикла. Первоначально входил в качестве третьей части под названием «Возвращение из Трапезунда» в роман «Река Хронос» (изд.: М., Московский рабочий, 1992), объединявший первые три книги цикла. В дальнейшем публиковался отдельно, в изменённом и расширенном виде. |
| «Наследник (Река Хронос. 1914)»                                        | роман           | 1992 | «Река Хронос»               | 7    | Другие названия: «Наследник», «Наследник (1913—1914 г.)» Написан в 1991. Первый роман цикла. Первоначально входил в качестве первой части под названием «Наследник» в роман «Река Хронос» (1992), объединявший первые три книги цикла. В дальнейшем публиковался отдельно, в изменённом и расширенном виде. |
| «Штурм Дюльбера (Река Хронос. 1917)»                                   | роман           | 1992 | «Река Хронос»               | 7    | Другие названия: «Штурм Ай-Тодора», «Штурм Дюльбера (1917)», «Река Хронос. Штурм Дюльбера (1917)». Написан в 1991. Второй роман цикла. Первоначально входил в качестве второй части под названием «Штурм Ай-Тодора» в роман «Река Хронос», объединявший три книги цикла. В дальнейшем публиковался отдельно, в изменённом и расширенном виде. |
| «Война с лилипутами»                                                   | повесть         | 1992 | «Алиса»                     | 16   | Первая публикация целиком — книга «Приключения Алисы. Том 7. Война с лилипутами» (изд.: Пущино, Культура). Первоначально повесть публиковалась фрагментарно: 3-я часть «Погоня за прошлым» под названием «Тайна рабыни Заури» (1990); первые три главы 3-й части «Погоня за прошлым» под названием «Тайна рабыни» (1990); первая часть «Сражение в кустах» под названием «Война с лилипутами» (1991); 4-я часть «В пиратском логове» под названием «Алмаз для пирата» (1992).                                                                 |
| «Инопланетяне»                                                         | повесть         | 1992 |                             | 10   | Первая публикация — в журнале «Юность» № 13. |
| «Мамонт»                                                               | повесть         | 1992 |                             |      | Первая публикация — в авторском сборнике «Тиран на свободе» (изд.: М., Хронос). Написан в 1976. |
| «Алмаз для пирата»                                                     | рассказ         | 1992 | «Алиса»                     | 16   | Четвёртая часть повести «Война с лилипутами». Первая публикация рассказа — в газете «Пионерская правда». |
| «Главная тайна Толстого»                                               | рассказ         | 1992 | «Гусляр» / «Письма Ложкина» | 13   | [Восьмое] письмо в редакцию. Первая публикация — в «Литературной газете» № 31. Написан в 1991. Подписан: Николай Ложкин. |
| «Котёл»                                                                | рассказ         | 1992 |                             | 11   | Первая публикация — в сборнике «Сатанинская сила» (изд.: М., Крим-пресс). |
| «О страхе»                                                             | рассказ         | 1992 |                             | 11   | Первая публикация — в «Фантакрим-MEGA» № 3 (Минск). |
| «Плоды внушения»                                                       | рассказ         | 1992 | «Гусляр»                    | 12   | Первая публикация — в авторском сборнике «Они уже здесь» (изд.: М., Варяг). |
| «Подоплёка сказки»                                                     | рассказ         | 1992 | «Гусляр»                    | 12   | Первая публикация — в сборнике «Они уже здесь». Написан в 1982 (?). |
| «Река времени»                                                         | рассказ         | 1992 | «Река Хронос»               | 7    | Фрагмент (главы) романа «Река Хронос». Первая публикация — в «Новом журнале» № 1-2 (Санкт-Петербург). |
| «Спонсора!»                                                            | рассказ         | 1992 | «Гусляр»                    | 12   | Другое название — «Спонсора». Первая публикация (под названием «Спонсора!») — в журнале «Год космоса» № 4. Написан в 1990. |
| «Съедобные тигры»                                                      | рассказ         | 1992 | «Гусляр»                    | 12   | Первая публикация — в сборнике «Они уже здесь». Написан был в 1970, однако в 1970-х гг. опубликовать рассказ не удалось. Немногочисленные издательства, печатавшие тогда Булычева, возвращали рукопись автору с жёстким приговором: «Это не социалистический реализм. Мы не публикуем рассказов о людоедстве». |
| «Маленькие шедевры»                                                    | микрорассказ    | 1992 |                             |      | Первая публикация — в авторском сборнике «Что наша жизнь?» |
| «Любимец»                                                              | роман           | 1993 |                             | 2    | Написан в 1990. Первоначально был опубликован сокращённый вариант первой главы «Любимец влюбился» под названием «Любимец» (1991). Полный вариант (1993 года (изд.: М., Культура) и далее) публиковался без существенных изменений. |
| «Алиса и крестоносцы»                                                  | повесть         | 1993 | «Алиса»                     | 15   | Первая публикация (в газете «Пионерская правда») в сокращении, далее — полный вариант без существенных изменений. |
| «Золотой медвежонок»                                                   | повесть         | 1993 | «Алиса»                     | 15   | Первая публикация — в журнале «Пионер» № 5-6, 7, 8-9, 10. |
| «Осечка-67»                                                            | повесть-сказка  | 1993 |                             | 11   | Первая публикация — в «Новом журнале» № 3 (Санкт-Петербург). Написана в 1968. Дописана и переработана в 1995. По повести снят фильм-спектакль «Осечка» в 2-х частях (автор сценария и режиссёр-постановщик Виктор Макаров. ГТРК «Петербург — Пятый канал», 1993). |
| «Одна ночь»                                                            | рассказ         | 1993 |                             | 11   | Первая публикация — в «Литературной газете» № 41. |
| «Час полночный»                                                        | рассказ         | 1993 |                             | 11   | Другое название — «Рождественская сказка». Первая публикация — в «Литературной газете» № 1—2. |
| «Заповедник для академиков»                                            | роман           | 1994 | «Река Хронос»               | 8    | Другое название — «Заповедник для академиков (Река Хронос. 1934—1939)». Написан в 1971. Первоначально публиковалась только первая часть романа (1992). Полный вариант (изд.: М., Криминал, 1994 и далее) публиковался без существенных изменений. |
| «Покушение на Тесея»                                                   | роман           | 1994 | «ИнтерГпол»                 | 5    | Другое название — «Похищение Тесея». Первая публикация — "Покушение на Тесея (изд.: М., Армада). В 1998 роман был ошибочно опубликован под названием «Похищение Тесея». |
| «Усни, красавица»                                                      | роман           | 1994 | «Река Хронос»               | 9    | Первая публикация — в авторском сборнике «Смерть этажом ниже» (изд.: М., Надежда — 1). |
| «В куриной шкуре»                                                      | повесть         | 1994 | «ИнтерГпол»                 | 6    | Первая публикация (в сборнике «Предсказатель прошлого» (изд.: Минск, Арт Дизайн)) — в сокращении, далее — полный вариант без существенных изменений. |
| «Излучатель доброты»                                                   | повесть         | 1994 | «Алиса»                     | 16   | Другое название — «Похищение». Первая публикация (под названием «Похищение») — в газете «Пионерская правда» в 1994—1995 гг.; Алиса Селезнёва здесь корреспондент «Пионерской правды». Второй вариант повести (под названием «Излучатель доброты») начал публиковаться с 1996 г.; в этом варианте было убрано упоминание о том, что Алиса — корреспондент «Пионерки». Третий вариант повести (под названием «Исчезновение профессора Лу Фу») впервые опубликован в 1999 г. в журнале «Уральский следопыт»; там вообще была убрана линия Алисы. |
| «Кровавая Шапочка, или Сказка после сказки»                            | повесть-сказка  | 1994 |                             | 10   | Написана в 1994. Первая публикация — в авторском сборнике «Речной доктор» (изд.: М., Хронос). |
| «Последние драконы»                                                    | повесть         | 1994 | «ИнтерГпол»                 | 6    | Первая публикация — в сборнике «Предсказатель прошлого». |
| «Предсказатель прошлого»                                               | повесть         | 1994 | «ИнтерГпол»                 | 6    | Первая публикация — в сборнике «Предсказатель прошлого». |
| «Детки в клетке»                                                       | рассказ         | 1994 |                             | 10   | Первая публикация — в авторском сборнике «Речной доктор». |
| «Консилиум»                                                            | рассказ         | 1994 | «Алиса»                     | 14   | Первая глава повести «Козлик Иван Иванович». Первая публикация — в сборнике «Родная речь» (в 3-х книгах, изд.: М., Просвещение), книга 3-я в 2-х частях, часть 2-я. |
| «Мой пёс Полкан»                                                       | рассказ         | 1994 |                             | 11   | Другое название — «Мой пёс Полкан». Первая публикация — в журнале «Одноклассник» № 10 (Киев). |
| «Настоящее кино»                                                       | рассказ         | 1994 | «Алиса»                     | 17   | Первая публикация — в авторском сборнике «Заповедник сказок» (изд.: М., Армада). |
| «Новый Сусанин»                                                        | рассказ         | 1994 | «Гусляр»                    | 12   | Первая публикация — в журнале «Если» № 9. |
| «Пришельцы не к нам»                                                   | рассказ         | 1994 | «Гусляр»                    | 12   | Первая публикация — в «Литературной газете» № 50. |
| «Участникам фестиваля фантастики „Белое пятно“»                        | микрорассказ    | 1994 | «Гусляр»                    |      | Первая публикация: газета «Молодая Сибирь» № 47 (Новосибирск). |
| «Дети динозавров»                                                      | повесть         | 1995 | «Алиса»                     | 16   | Другое название — «Совет динозавров». Первая публикация (под названием «Совет динозавров») — в газете «Пионерская правда». |
| «Детский остров»                                                       | повесть         | 1995 | «ИнтерГпол»                 | 5    | Первая публикация — в авторском сборнике «Галактическая полиция. Книга 1. На полпути с обрыва» (изд.: М., Локид). |
| «На полпути с обрыва»                                                  | повесть         | 1995 | «ИнтерГпол»                 | 5    | Первая публикация — в авторском сборнике «Галактическая полиция. Книга 1. На полпути с обрыва». |
| «Морские течения»                                                      | рассказ         | 1995 |                             | 11   | Написан в 1965. Первая публикация — в авторском сборнике «Обозримое будущее» (изд.: М., Хронос, 1995). За четыре года до того при написании приложения «Альманах „Удивительный космос“» к роману «Последняя война» (изд.: Л., Грифон, 1991) автор значительно переработал и дополнил рассказ и под названием «Космические течения» включил в текст приложения. |
| «Новое платье рэкетира»                                                | рассказ         | 1995 | «Гусляр»                    | 12   | Другое название — «Платье рэкетира». Первая публикация (под названием «Платье рэкетира») — в журнале «Если» № 3. |
| «Отражение рожи»                                                       | рассказ         | 1995 | «Гусляр»                    | 12   | Первая публикация — в журнале «Химия и жизнь» № 3. |
| «Отцы и дети»                                                          | рассказ         | 1995 | «Гусляр»                    | 12   | Первая публикация — в газете «Вечерняя Москва» № 18. |
| «Первый день раскопок»                                                 | рассказ         | 1995 |                             | 11   | Первая публикация — в авторском сборнике «Обозримое будущее». Написан в 1988. |
| «Цветы»                                                                | рассказ         | 1995 |                             | 11   | Написан в 1976. Первая публикация — в сборнике «Обозримое будущее». |
| «Шкурка времени»                                                       | рассказ         | 1995 | «Гусляр»                    | 13   | Другое название рассказа — «Школьные каникулы Корнелия Удалова». Первая публикация (под названием «Школьные каникулы Корнелия Удалова») — в журнале «Если» № 9. |
| «Осечка-67»                                                            | пьеса           | 1995 |                             |      | Трагедия в 12 картинах. Первая публикация: «Фантакрим-MEGA» № 1. |
| «Зеркало зла»                                                          | роман           | 1996 | «ИнтерГпол»                 | 6    | Первая публикация — авторская книга (изд.: М., Центрполиграф). |
| «Голые люди»                                                           | повесть         | 1996 | «Лигон»                     | 3    | Первая публикация — в авторском сборнике «Землетрясение в Лигоне» (изд.: М., Хронос). |
| «Гость в кувшине»                                                      | повесть         | 1996 | «Алиса»                     | 16   | Первая публикация — в авторском сборнике «Дети динозавров: фантастические повести» (изд.: М., АРМАДА). |
| «Привидений не бывает»                                                 | повесть         | 1996 | «Алиса»                     | 16   | Первая публикация — авторская книга (изд.: М., АРМАДА). |
| «Сыщик Алиса»                                                          | повесть         | 1996 | «Алиса»                     |      | Первая публикация — в авторском сборнике «Сыщик Алиса» (изд.: М., АРМАДА). |
| «Вирусы не отстирываются»                                              | рассказ         | 1996 | «Гусляр»                    | 13   | Другое название — «Вирус не отстирывается!» Первая публикация (под названием «Вирус не отстирывается!») — в «ПИФ: Приключения и фантастика» за сентябрь 1996 г. (Екатеринбург). |
| «Женской доле вопреки»                                                 | рассказ         | 1996 | «Гусляр»                    | 13   | Первая публикация: «Литературная газета» № 32. |
| «Лекарство от всего»                                                   | рассказ         | 1996 | «Гусляр»                    | 13   | Другое название — «Для дома, для семьи». Первая публикация — без названия (в «Литературной газете» № 3), условное название по первой главе — [Для дома, для семьи] |
| «Перерожденец»                                                         | рассказ         | 1996 | «Гусляр»                    | 13   | Первая публикация: журнал «Химия и жизнь» № 1-3. |
| «Разлюбите Ложкина!»                                                   | рассказ         | 1996 | «Гусляр»                    | 12   | Написан в 1972. Первая публикация — в авторском сборнике «Возвращение в Гусляр» (изд.: М., Хронос, 1996). Один из первых рассказов, где появляется профессор Лев Христофорович Минц. Рассказ в своё время напечатан не был, некоторые страницы были утеряны и восстановлены автором по памяти позднее. |
| «Роковая свадьба»                                                      | рассказ         | 1996 | «Гусляр»                    | 13   | Первая публикация: журнал «Если» № 3. |
| «Возвышение Удалова»                                                   | пьеса           | 1996 | «Гусляр»                    | 12   | Водевиль в одном действии с прологом. Написан в 1974. Автор представлял его себе как кинофильм и пробовал написать в форме литературного сценария, не зная ещё, как это делается. Немногие люди, прочитавшие рассказ в те годы, сказали, что к фантастике это отношения не имеет, так как является сатирой на нашу светлую действительность. Первая публикация — в авторском сборнике «Возвращение в Гусляр» (изд.: М., Хронос). |
| «Лишний близнец»                                                       | роман           | 1997 | «Верёвкин»                  | 2    | Написан в 1974. Не завершён. Первая публикация: журнал «Искатель» № 8. |
| «Королева пиратов на планете сказок»                                   | повесть         | 1997 | «Алиса»                     | 17   | Первая публикация — авторская книга (изд.: М., Издательский дом «Искатель»). |
| «Мир без времени»                                                      | повесть         | 1997 | «Театр теней»               | 4    | Фрагмент романа «Старый год». Первая публикация: журнал «Искатель» № 1. |
| «Опасные сказки»                                                       | повесть         | 1997 | «Алиса»                     | 16   | Первая публикация — в авторском сборнике «Опасные сказки» (изд.: М., АРМАДА). Также опубликован комикс под названием «Новые приключения Алисы». |
| «Планета для тиранов»                                                  | повесть         | 1997 | «Алиса»                     | 16   | Другие названия: «Планета для Наполеонов», «Планета для Наполеона». Первая публикация (под названием «Планета для тиранов») — в сборнике «Опасные сказки». |
| «Тайна третьей планеты»                                                | повесть         | 1997 | «Алиса»                     |      | Повесть «Путешествие Алисы» в переработанном виде для детей младшего возраста. Первая публикация — авторская книга (изд.: М., Издательский дом «Искатель»). |
| «…Но странною любовью»                                                 | рассказ         | 1997 | «Гусляр»                    | 13   | Первая публикация — в журнале «Одноклассник» № 1—4, 5-6 (Киев). |
| «Киллер»                                                               | рассказ         | 1997 |                             | 11   | Первая публикация: журнал «Мир Искателя» № 3. |
| «Вид на битву с высоты»                                                | роман           | 1998 | «Театр теней»               | 4    | Другое название — «Театр теней. Книга 1. Вид на битву с высоты». Первая публикация (под названием «Вид на битву с высоты») — авторская книга (изд.: М., Армада). В первую главу в переработанном виде вошёл рассказ «Выбор» (1971). |
| «Старый год»                                                           | роман           | 1998 | «Театр теней»               | 4    | Другое название — «Театр теней. Книга 2. Старый год». Первая публикация (под названием «Старый год») — авторская книга (изд.: М., Армада). |
| «Таких не убивают»                                                     | роман           | 1998 | «Река Хронос»               | 9    | Первая публикация — авторская книга (изд.: М., Ариадна-информсервис). |
| «В когтях страсти»                                                     | повесть         | 1998 | «Верёвкин»                  | 2    | Первая публикация — в авторском сборнике «В когтях страсти» (изд.: М., Издательский дом «Искатель»). |
| «Колдун и Снегурочка»                                                  | повесть         | 1998 | «Алиса»                     | 17   | Другое название — «Алиса и Снегурочка». Из серии повестей для детей младшего возраста. Первая публикация — авторская книга «Колдун и Снегурочка» (изд.: М., Бамбук). |
| «Купидон»                                                              | повесть         | 1998 | «Река Хронос»               | 9    | Другое название — «Купидон через сорок лет». Первая публикация (под названием «Купидон») — в авторском сборнике «В когтях страсти». |
| «Пашка-троглодит»                                                      | повесть         | 1998 | «Алиса»                     | 18   | Другое название — «Пашка троглодит». Первая публикация (под названием «Пашка-троглодит») — в журнале «Уральский следопыт» № 4—6 (Екатеринбург). Из внутреннего цикла «Алиса и её друзья в лабиринтах истории». |
| «Звёзды зовут!»                                                        | рассказ         | 1998 | «Гусляр»                    | 13   | Первая публикация — в журнале «Если» № 4. |
| «Ляльки»                                                               | рассказ         | 1998 | «Гусляр»                    | 13   | Первая публикация: журнал «Химия и жизнь — XXI век» № 3. |
| «Разговор с убийцей»                                                   | рассказ         | 1998 | «Гусляр»                    | 13   | Первая публикация — в журнале «Искатель» № 5. |
| «Страшное, зелёное, колючее»                                           | рассказ         | 1998 | «Алиса»                     |      | Переработанная и сокращённая глава повести «Алиса и дракон» «Ёлка для малыша». Первая публикация — в газете «Пионерская правда». |
| «Тайны Москвы»                                                         | рассказ         | 1998 |                             |      | Другое название — «Московские тайны». Первая публикация — в газете «Вечерняя Москва» № 271, 287 за 1998 и № 37 за 1999 г. |
| «Алиса и дракон»                                                       | повесть         | 1999 | «Алиса»                     | 17   | Первая публикация полной версии — авторская книга (изд.: М., Бамбук). Годом ранее (в 1998) в «Пионерской правде» отдельно была опубликована переработанная и сокращённая глава «Ёлка для малыша» под названием «Страшное, зелёное, колючее». |
| «Алиса и притворщики»                                                  | повесть         | 1999 | «Алиса»                     | 17   | Первая публикация — авторская книга (изд.: М., Бамбук). |
| «Алиса и чудовище»                                                     | повесть         | 1999 | «Алиса»                     | 17   | Первая публикация — авторская книга (изд.: М., Армада-пресс). |
| «Алиса на планете загадок»                                             | повесть         | 1999 | «Алиса»                     | 17   | Первая публикация — авторская книга (изд.: М., Бамбук). |
| «Древние тайны»                                                        | повесть         | 1999 | «Алиса»                     | 18   | Первая публикация — авторская книга из серии «Алиса и её друзья в лабиринтах истории» (изд.: М., Армада-пресс). |
| «Звёздный дракончик»                                                   | повесть         | 1999 | «Алиса»                     |      | Первая публикация — авторская книга из серии «Кир Булычев детям» (изд.: М., Армада, Альфа-книга). |
| «Золушка»                                                              | повесть         | 1999 | «Верёвкин»                  | 2    | Другое название — «Золушка на рынке». Первая публикация (под названием «Золушка») — в журнале «Искатель» № 11. |
| «Исчезновение профессора Лу Фу»                                        | повесть         | 1999 | «ИнтерГпол»                 | 6    | Другое название — «Похищение». Третий вариант повести «Излучатель доброты». Первая публикация (под названием «Исчезновение профессора Лу Фу») — в журнале «Уральский следопыт» № 8 (Екатеринбург). |
| «Секрет чёрного камня»                                                 | повесть         | 1999 | «Алиса»                     | 17   | Первая публикация — авторская книга «Алиса и похитители» (изд.: М., Армада-пресс, Адмирал 95). Отдельно публиковались: переработанный фрагмент восьмой главы под названием «Камень-ребус», первая половина повести в переработанном и сокращённом виде под названием «Звёздный дракончик». |
| «Чулан Синей Бороды»                                                   | повесть         | 1999 | «Алиса»                     | 18   | Первая публикация — авторская книга из серии «Алиса и её друзья в лабиринтах истории» (изд.: М., Армада-пресс). Отдельно опубликован фрагмент под названием «Платон в беде». |
| «Чума на ваше поле!»                                                   | повесть         | 1999 | «Верёвкин»                  | 2    | Другое название — «Чума на поле!» Первая публикация (под названием «Чума на ваше поле!»): журнал «Искатель» № 2. |
| «Будущее начинается сегодня»                                           | рассказ         | 1999 | «Верёвкин»                  | 11   | Первая публикация: журнал «Если» № 3. |
| «Голова на гренадине»                                                  | рассказ         | 1999 | «Гусляр»                    | 13   | Первая публикация: журнал «Искатель» № 9. |
| «Девочка с лейкой»                                                     | рассказ         | 1999 | «Гусляр»                    | 13   | Первая публикация: журнал «Химия и жизнь — XXI век» № 4. |
| «Институт времени»                                                     | рассказ         | 1999 | «Алиса»                     | 15   | Первая публикация — в журнале «Клёпа» № 54. Отрывок из первой части повести «Миллион приключений». |
| «Исторические заметки: Из архива Кира Булычева»                        | рассказ         | 1999 |                             |      | Написан автором под псевдонимом Свен Томас Пуркинэ. Публиковался в авторском сборнике «Парсеки за кормой» (изд.: Челябинск, ИзЛиТ, 2015). |
| «Камень-ребус»                                                         | рассказ         | 1999 | «Алиса»                     | 17   | Фрагмент восьмой главы повести «Секрет чёрного камня». Первая публикация рассказа — в «Классном журнале» № 3. |
| «Клин клином»                                                          | рассказ         | 1999 | «Гусляр»                    | 13   | Первая публикация — авторский сборник «Они уже здесь!» (изд.: М., Адмирал 95, Армада-пресс). |
| «Козырь Сталина»                                                       | рассказ         | 1999 | «Река Хронос»               |      | Фрагмент романа «Заповедник для академиков». Первая публикация — на немецком языке («Stalins Trumpf») в антологии «Alexanders langes Leben, Stalin früher Tod und andere abwegige Geschichten» (изд.: Мюнхен, Heyne). |
| «Мечта заочника»                                                       | рассказ         | 1999 | «Гусляр»                    | 13   | Первая публикация — в сборнике «Они уже здесь!» |
| «Платон в беде»                                                        | рассказ         | 1999 | «Алиса»                     | 18   | Отрывок из повести «Чулан Синей Бороды». Первая публикация: газета «Книжное обозрение» № 43. |
| «Скандал»                                                              | рассказ         | 1999 | «Гусляр»                    | 13   | Первая публикация — в сборнике «Они уже здесь!» |
| «Шестьдесят вторая серия»                                              | рассказ         | 1999 | «Гусляр»                    | 13   | Другое название — «62-я серия». Первая публикация (под названием «62-я серия») — в сборнике «Они уже здесь!» |
| «Ночь в награду»                                                       | пьеса           | 1999 |                             | 11   | Мелодрама в двух действиях с эпилогом. Написана в 1972. Первая публикация — в авторском сборнике «Товарищ „Д“» (изд.: М., Хронос). |
| «Товарищ „Д“»                                                          | пьеса           | 1999 |                             |      | Комедия в двух действиях и шести картинах. Написана в 1989 по повести «Витийствующий дьявол». Первая публикация — в авторском сборнике «Товарищ „Д“». |
| «Папа Алисы Селезнёвой…»                                               | микрорассказ    | 1999 | «Алиса»                     |      | Миниатюра. Другое название — «Алиса в Космозо». Первая публикация — в журнале «Колокольчик». |
| «Младенец Фрей»                                                        | роман           | 2000 | «Река Хронос»               | 8    | Другие названия: «Младенец Фрей (Река Хронос. 1992)», «Малыш Фрей». Первая публикация (под названием «Младенец Фрей») — в журнале «Мир Искателя» № 2 (17). Первоначально публиковалась первая глава в сокращении (1993). |
| «Операция „Гадюка“»                                                    | роман           | 2000 | «Театр теней»               | 4    | Первая публикация — авторская книга (изд.: М., ООО «Фирма „Издательство АСТ“»). |
| «Алиса в стране фантазий»                                              | повесть         | 2000 | «Гусляр» / «Алиса»          |      | Название второго варианта рассказа «Алиса в Гусляре» (повесть переработана из рассказа «Алиса в Гусляре»). Первая публикация — авторская книга (изд.: М., Мир «Искателя», 2000). |
| «Алиса на живой планете»                                               | повесть         | 2000 | «Алиса»                     | 17   | Другое название — «Насморк и лопата». Первая публикация (под названием «Насморк и лопата») — в «Пионерской правде». |
| «Гений и злодейство»                                                   | повесть         | 2000 | «Верёвкин»                  | 2    | Первая публикация — в журнале «Мир Искателя» № 5 (20). |
| «Синдбад-мореход»                                                      | повесть-сказка  | 2000 |                             | 10   | Первая публикация — авторская книга (изд.: М., Мир «Искателя»). |
| «Алиса в Гусляре»                                                      | рассказ         | 2000 | «Гусляр» / «Алиса»          | 17   | Первая публикация — в одноимённом авторском сборнике (изд.: М., АРМАДА: «Издательство Альфа-книга»). Написан в 1999 (1-й вариант) и 2000 (2-й вариант). Публиковался в двух разных вариантах: 1-й вариант под основным названием (2000), 2-й вариант — в изменённом виде, переработка в повесть под названием «Алиса в стране фантазий». |
| «Алиса в драконе»                                                      | рассказ         | 2000 | «Алиса»                     | 18   | Фрагмент (глава) повести «Драконозавр». Первая публикация рассказа — в «Пионерской правде». |
| «Из огня да в полымя»                                                  | рассказ         | 2000 | «Гусляр»                    | 13   | Другое название — «Из огня в полымя». Первая публикация (под названием «Из огня в полымя») — в журнале «Искатель» № 8. |
| «Парсеки за кормой»                                                    | рассказ-пародия | 2000 |                             |      | Другое название — «Парсеки за кормой (научно-фантастический роман)». Написан в 1970. Первая публикация (под названием «Парсеки за кормой») — в журнале «Искатель» № 10 за 2000 г. |
| «Покушение на рассвете»                                                | рассказ         | 2000 | «Институт экспертизы»       | 11   | Первая публикация: журнал «Искатель» № 4. |
| «Пропавший без вести»                                                  | рассказ         | 2000 | «Гусляр»                    | 13   | Первая публикация: журнал «Если» № 12. Написан в 1978. |
| «Рассказы о великих людях»                                             | рассказ         | 2000 |                             |      | Подборка юмористических рассказов. Первая публикация: «Вестник ЛАБИринТ КБ» № 11 (Челябинск). |
| «Чего душа желает»                                                     | рассказ         | 2000 | «Гусляр»                    | 13   | Первая публикация — в журнале «Если» № 8. |
| «Шпионский бумеранг»                                                   | рассказ         | 2000 | «Гусляр»                    | 13   | Первая публикация — в журнале «Если» № 5. |

## 2000-е
| Произведение                                | Тип          | Год  | Цикл                | ООРП | |
| ------------------------------------------- | ------------ | ---- | ------------------- | ---- | --- |
| «Вампир Полумракс»                          | повесть      | 2001 | «Алиса»             | 17   | Первая публикация — авторская книга (изд.: М., Армада-пресс, Дрофа). |
| «Ваня+Даша=любовь»                          | повесть      | 2001 |                     | 2    | Первая публикация — в журнале «Если» № 12. |
| «Драконозавр»                               | повесть      | 2001 | «Алиса»             | 18   | Первая публикация — авторская книга из серии «Алиса и её друзья в лабиринтах истории» (изд.: М., Армада-пресс, Дрофа). |
| «Жизнь за трицератопса»                     | повесть      | 2001 | «Гусляр»            | 13   | Первая публикация — в журнале «Если» № 3. |
| «Заколдованный король»                      | повесть      | 2001 | «Алиса»             | 17   | Другое название — «Алиса и заколдованный король». Первая публикация полного варианта — в 2002 г. (авторская книга «Алиса и заколдованный король», изд.: М., Мир «Искателя»). |
| «Звёздный пёс»                              | повесть      | 2001 | «Алиса»             | 17   | Первая публикация — авторская книга (изд.: М., Армада-пресс, Дрофа). |
| «Сапфировый венец»                          | повесть      | 2001 | «Алиса»             | 17   | Другие названия: «Алиса и сапфировый венец», «Корона в пещере», «Пленники пещеры». Под названием «Пленники пещеры» опубликован в сокращённом виде. Первая публикация полного варианта — в 2002 г. (авторская книга «Алиса и сапфировый венец», изд.: М., Мир «Искателя»). |
| «Космография ревности»                      | рассказ      | 2001 | «Гусляр»            | 13   | Первая публикация: журнал «Искатель» № 7. |
| «Торжество ревности»                        | рассказ      | 2001 |                     |      | Страшилка для взрослых. Первая публикация: «Вестник ЛАБИринТ КБ» № 19 (Челябинск). |
| «Цена крокодила»                            | рассказ      | 2001 | «Гусляр»            | 13   | Первая публикация: журнал «Искатель» № 1. |
| «Наездники»                                 | повесть      | 2002 |                     | 10   | Первая публикация — авторская книга (изд.: М., АРМАДА: «Издательство Альфа-книга»). |
| «Принцы в башне»                            | повесть      | 2002 | «Алиса»             | 18   | Первая публикация — в «Пионерской правде». |
| «Туфли из кожи игуанодона»                  | повесть      | 2002 | «Гусляр»            | 13   | Первая публикация — в журнале «Искатель» № 9. |
| «Вас много — я одна…»                       | рассказ      | 2002 | «Гусляр»            | 13   | Первая публикация — в антологии «Пятая стена» (изд.: М., ИнтелБилд). |
| «Героический Валера»                        | рассказ      | 2002 | «Сказки про Валеру» |      | Другое название — «Героïчний Валера» (укр.). Соавтор — Елена Усачёва. Первая публикация («Героïчний Валера») — на украинском языке в журнале «Однокласник» № 2 (Киев); перевод на украинский О. Макаренко. На русском произведение не публиковалось. |
| «Горилла в бронежилете»                     | рассказ      | 2002 | «Гусляр»            | 13   | Первая публикация — в авторском сборнике «Господа гуслярцы» из серии «Миры Кира Булычева» (изд.: М., АСТ). |
| «Дела семейные»                             | рассказ      | 2002 |                     |      | Страшилка для взрослых. Первая публикация — в авторском сборнике «Пояс мужской верности» (изд.: М., Вече). |
| «Жертва вторжения»                          | рассказ      | 2002 | «Гусляр»            | 13   | Первая публикация — в авторском сборнике «Господа гуслярцы» из серии «Миры Кира Булычева». |
| «Золотые рыбки снова в продаже»             | рассказ      | 2002 | «Гусляр»            | 13   | Первая публикация: авторский сборник «Господа гуслярцы» из серии «Миры Кира Булычева». |
| «Инструмент для вундеркинда»                | рассказ      | 2002 | «Гусляр»            | 13   | Первая публикация — в сборнике «Господа гуслярцы» из серии «Миры Кира Булычева». |
| «Исторические заметки Свена Томаса Пуркинэ» | рассказ      | 2002 |                     |      | Из архива Кира Булычева. Первая публикация — в сборнике «Антифоменковская мозаика-3» (изд.: М., SPSL-«Русская панорама»). Подписан: Игорь Можейко. |
| «Классный журнал»                           | рассказ      | 2002 | «Сказки про Валеру» |      | Другое название — «Класний журнал» (укр.). Соавтор — Елена Усачёва. Первая публикация («Класний журнал») — на украинском языке в журнале «Однокласник» № 5 (Киев); перевод на украинский О. Макаренко. На русском произведение не публиковалось. |
| «Красивая кровь»                            | рассказ      | 2002 |                     |      | Первая публикация — в авторском сборнике «Пояс мужской верности». |
| «Моя трагедия»                              | рассказ      | 2002 |                     |      | Первая публикация — в авторском сборнике «Пояс мужской верности». |
| «Неподходящий джинн»                        | рассказ      | 2002 | «Сказки про Валеру» |      | Другое название — «Негодящий джин» (укр.). Соавтор — Елена Усачёва. Первая публикация («Негодящий джин») — на украинском языке в журнале «Однокласник» № 3 (Киев); перевод на украинский О. Макаренко. Публикация на русском («Неподходящий джинн») — в журнале «Костёр» № 5 за 2002 г. (Санкт-Петербург). |
| «Ностальджи»                                | рассказ      | 2002 | «Гусляр»            | 13   | Другое название — «Ностальжи». Первая публикация (под названием «Ностальжи») — в журнале «Если» № 7. |
| «Обыск»                                     | рассказ      | 2002 | «Гусляр»            | 13   | Первая публикация — в авторском сборнике «Господа гуслярцы» из серии «Миры Кира Булычева». |
| «Подвиг красной косынки»                    | рассказ      | 2002 | «Гусляр»            |      | Страшилка для взрослых. Статья Н. Ложкина в газете «Гуслярское знамя» (письмо в редакцию). Первая публикация — в авторском сборнике «Пояс мужской верности». Входит в рассказ «Золотые рыбки снова в продаже». |
| «Пора жениться»                             | рассказ      | 2002 | «Сказки про Валеру» |      | Другое название — «Пора одружуватися» (укр.). Соавтор — Елена Усачёва. Первая публикация («Пора одружуватися») — на украинском языке в журнале «Однокласник» № 7 (Киев); перевод на украинский О. Макаренко. Публикация на русском — в журнале «Кукумбер» № 7 [вып. 6, сентябрь]. |
| «Пояс мужской верности»                     | рассказ      | 2002 |                     |      | Страшилка для взрослых. Первая публикация — в авторском сборнике «Пояс мужской верности». |
| «Твоя Рашель…»                              | рассказ      | 2002 | «Гусляр»            | 13   | Первая публикация — в авторском сборнике «Господа гуслярцы» из серии «Миры Кира Булычева». |
| «Третий закон Ньютона»                      | рассказ      | 2002 | «Сказки про Валеру» |      | Другое название — «Третій закон Ньютона» (укр.). Соавтор — Елена Усачёва. Первая публикация («Третій закон Ньютона») — на украинском языке в журнале «Однокласник» № 4 (Киев); перевод на украинский О. Макаренко. На русском произведение не публиковалось. |
| «Уроды и красавцы»                          | рассказ      | 2002 | «Алиса»             | 17   | Другое название — «Приключения Алисы». Первая публикация (под названием «Уроды и красавцы») — в антологии «Классики: лучшие рассказы современных детских писателей» (изд.: М., Детская литература, Эгмонт Россия Лтд.). |
| «Харизма»                                   | рассказ      | 2002 | «Гусляр»            | 13   | Первая публикация — в авторском сборнике «Господа гуслярцы» из серии «Миры Кира Булычева». |
| «Хроноспай»                                 | рассказ      | 2002 | «Гусляр»            | 13   | Первая публикация — в журнале «Искатель» № 6. |
| «Крокодил на дворе»                         | пьеса        | 2002 |                     | 11   | Первая публикация — в пилотном номере журнала Бориса Стругацкого «Полдень, XXI век» (май 2002 г.). |
| «Дом в Лондоне»                             | роман        | 2003 | «Река Хронос»       | 9    | Другое название — «Дом в Лондоне, или Прах бездомный». Первая публикация — авторская книга «Дом в Лондоне» (изд.: М., Омега). |
| «Алиса и Алисия»                            | повесть      | 2003 | «Алиса»             | 15   | Первая публикация — в «Пионерской правде» (август — октябрь 2003 г.). |
| «Выстрел Купидона»                          | рассказ      | 2003 | «Зоя Платоновна»    |      | Одна из первых публикаций — в авторском сборнике «Глубокоуважаемый микроб» (изд.: М., Текст, 2008). |
| «Гений из Гусляра»                          | рассказ      | 2003 | «Гусляр»            | 13   | Первая публикация: журнал «Искатель» № 1. |
| «Ксения без головы»                         | рассказ      | 2003 | «Гусляр»            | 13   | Первая публикация: журнал «Химия и жизнь» № 9, 10. |
| «Разная бабушка»                            | рассказ      | 2003 |                     | 10   | Фрагмент из последнего романа Кира Булычева «Убежище» (2004). |
| «Именины госпожи Ворчалкиной»               | пьеса        | 2003 |                     | 11   | Комедия в двух действиях с эпилогом. Является ремейком комедии, написанной рукой самой императрицы Екатерины II в 1771. Ремейк довольно смелый: Булычев не только поменял фамилии иных персонажей, но и заставил Екатерину озаботиться браком простого солдата Гаврилы Державина, а также устроить судьбу неисправимого бунтовщика Саши Радищева. Первая публикация пьесы — в авторском сборнике «Крокодил на дворе» из серии «Миры Кира Булычева» (изд.: М., АСТ, Ермак). |
| «Убежище»                                   | роман        | 2004 |                     | 10   | Последний роман Кира Булычева. Первая публикация — авторская книга (изд.: М., Эгмонт Россия Лтд.). |
| «Другое детство»                            | повесть      | 2004 |                     | 10   | Первая публикация — в антологии «Кир Булычев и его друзья» (изд.: Челябинск, Челябинский Дом печати). |
| «Город Пермь перевели…»                     | микрорассказ | 2004 |                     |      | Первая публикация — в антологии «Кир Булычев и его друзья». |
| «Когда кафе „Фиалка“…»                      | микрорассказ | 2004 |                     |      | Первая публикация — в антологии «Кир Булычев и его друзья». |
| «Моя тётя поехала в Ялту…»                  | микрорассказ | 2004 |                     |      | Первая публикация — в антологии «Кир Булычев и его друзья». |
| «Мы сидели у Наумовых…»                     | микрорассказ | 2004 |                     |      | Первая публикация — в антологии «Кир Булычев и его друзья». |
| «Продавщица в магазине грампластинок…»      | микрорассказ | 2004 |                     |      | Первая публикация — в антологии «Кир Булычев и его друзья». |
| «Такая нелепая смерть…»                     | микрорассказ | 2004 |                     |      | Первая публикация — в антологии «Кир Булычев и его друзья». |
| «У меня есть жёлтая рубашка…»               | микрорассказ | 2004 |                     |      | Первая публикация — в антологии «Кир Булычев и его друзья». |
| «Эдик научился понимать…»                   | микрорассказ | 2004 |                     |      | Первая публикация — в антологии «Кир Булычев и его друзья». |
| «Покушение»                                 | роман        | 2005 | «Река Хронос»       |      | Незавершённое произведение. Первая публикация — в авторской книге «Река Хронос. Усни, красавица! Таких не убивают. Дом в Лондоне. Покушение» (изд.: М., АСТ, АСТ Москва). |
| «Гибель поэта»                              | рассказ      | 2008 | «Зоя Платоновна»    |      | Первая публикация — в авторском сборнике «Глубокоуважаемый микроб» (изд.: М., Текст). |
| «Орёл»                                      | рассказ      | 2008 | «Гусляр»            |      | Первая публикация — в авторском сборнике «Глубокоуважаемый микроб». |
| «Петух кричит с опозданием»                 | рассказ      | 2008 | «Зоя Платоновна»    |      | Первая публикация — в авторском сборнике «Глубокоуважаемый микроб». |
| «Пленники долга»                            | рассказ      | 2009 | «Павлыш»            |      | Первая публикация: журнал «Если» № 5. |
| «Шестьдесят лет спустя»                     | рассказ      | 2010 |                     |      | Написан в 1973. Обнаружен в архивах лишь в 2010. Первая публикация — в «Новой газете» от 24.09.2010. |
| «Жёлтое привидение»                         | рассказ      | 2012 | «Гусляр»            |      | Отрывок из ранее не публиковавшегося рассказа из цикла о Великом Гусляре. Первая публикация — в газете «Книжное обозрение» № 9. |
| «Бумажные герои»                            | сказка       | 2015 |                     |      | Написана в 1979. Первая публикация — в авторском сборнике «Парсеки за кормой» (изд.: Челябинск, ИзЛиТ). |
| «У Нилы было богатое воображение…»          | микрорассказ | 2015 |                     |      | Первая публикация — в авторском сборнике «Парсеки за кормой». |